# Mistrovství světa v ledním hokeji 2014
Mistrovství světa v ledním hokeji 2014 bylo 78. mistrovstvím, které se konalo od 9. do 25. května v běloruském Minsku. Pořadatel byl zvolen na kongresu IIHF v Bernu 8. května 2009. Šampionát vyhrálo Rusko bez jediné prohry. Druhé místo obsadilo Finsko a třetí Švédsko. Český tým skončil v pořadí čtvrtý.
Turnaje se zúčastnilo celkem 16 týmů (14 nejlepších z minulého mistrovství a 2 postupující z minulého ročníku skupiny A divize 1 - Kazachstán a Itálie).

## Výběr pořadatelské země
| Země      | Počet hlasů |
| --------- | ----------- |
| Bělorusko | 75          |
| Maďarsko  | 24          |
| Lotyšsko  | 3           |
| Ukrajina  | 2           |

Česká republika měla v plánu taktéž kandidovat, avšak po zhodnocení svůj názor změnila a úspěšně kandidovala o rok později.

## Rozhodčí
IIHF nominovala na Mistrovství světa 2014 16 hlavních rozhodčích a stejný počet čárových sudích.
hlavní rozhodčí
- Lars Brüggemann
- Vjačeslav Bulanov
- Igor Dremelj
- Martin Fraňo
- Roman Gofman
- Antonín Jeřábek
- Keith Kaval
- Mikael Nord
- Konstantin Olenin
- Steve Patafie
- Daniel Piechaczek
- Aleksi Rantala
- Jyri Rönn
- Maxim Sidorenko
- Vladimír Šindler
- Marcus Vinnerborg

čároví
- Chris Carlson
- Paul Carnathan
- Jimmy Dahmén
- Ivan Děďulja
- Pierre Dehaen
- Nicolas Fluri
- Jon Kilian
- Vít Lederer
- Joep Leermakers
- Masi Puolakka
- Stanislav Raming
- André Schrader
- Anton Semjonov
- Sakari Suominen
- Miroslav Valach
- Jesse Wilmot

## Maskot

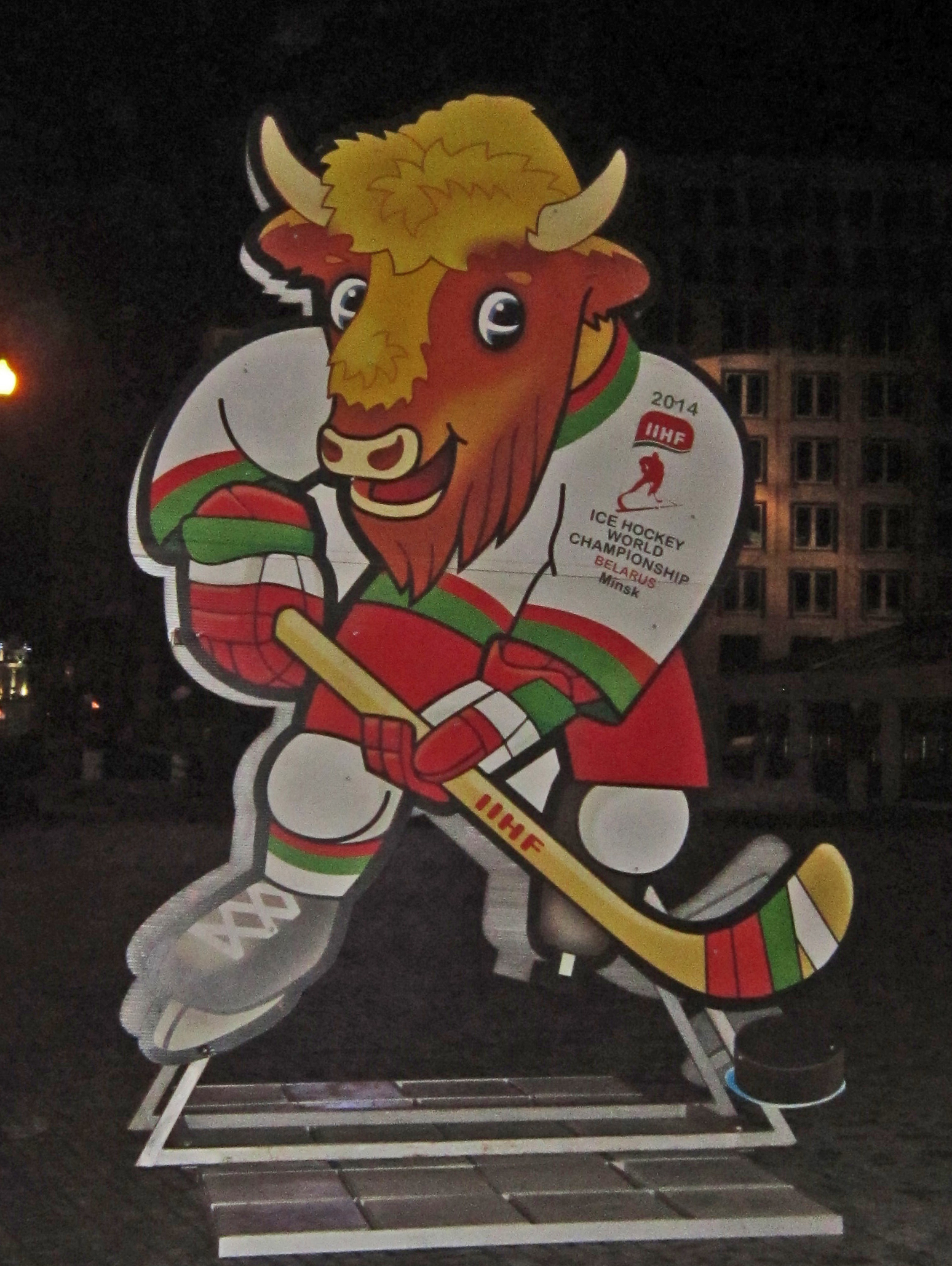
Maskot Mistrovství světa Volat

Maskotem šampionátu byl zubr, kterého vybrali běloruští organizátoři ze čtyřiceti variant. Zubr je jedním ze symbolů Běloruska. Na základě internetového hlasování obyvatel Běloruska, které se uskutečnilo v dubnu 2013, nesl zubří maskot jméno Volat. Toto slovo pochází ze staré slovanštiny a znamená v překladu „obrovský“. Podle představitelů Běloruské hokejové federace se jméno maskota lehce zapamatuje a je lehce vyslovitelné pro fanoušky z celého světa.

## Herní systém
Šestnáct účastníků bylo rozděleno do dvou skupin po 8 týmech. V rámci skupiny se utkal každý s každým. Za vítězství v základní hrací době se udělovaly 3 body, za vítězství po prodloužení či samostatných nájezdech 2 body, za prohru po prodloužení či samostatných nájezdech 1 bod a za prohru v základní hrací době 0 bodů. Z každé skupiny postoupila čtveřice týmů s nejvyšším počtem bodů do čtvrtfinále playoff. Pro týmy na pátých až osmých místech ve skupinách turnaj skončil. Oba týmy z osmých míst automaticky sestoupily do 1. divize (neplatilo pro Česko, pořadatele MS 2015).

### Kritéria při rovnosti bodů v základních skupinách
Pokud po konci základních skupin měli dva týmy stejný počet bodů, rozhodl výsledek jejich vzájemného zápasu. Pokud rovnost nastala mezi třemi nebo více týmy, postupovalo se podle následujících kritérií, dokud nezbyly dva týmy, mezi nimiž rozhodl vzájemný zápas:
1. Body z minitabulky vzájemných zápasů
2. Brankový rozdíl z minitabulky vzájemných zápasů
3. Vyšší počet vstřelených branek v minitabulce vzájemných zápasů
4. Výsledky proti nejbližšímu nejvýše umístěnému týmu mimo týmy v minitabulce (pořadí kritérií: body, brankový rozdíl, více vstřelených branek)
5. Výsledky proti nejbližšímu druhému nejvýše umístěnému týmu mimo týmy v minitabulce (pořadí kritérií: body, brankový rozdíl, více vstřelených branek)
6. Postavení v žebříčku IIHF 2013 před startem mistrovství

V průběhu základních skupin, kdy ještě nebyly sehrány všechny zápasy, rozhodly v případě bodové rovnosti tato kritéria:
1. Nižší počet odehraných utkání
2. Brankový rozdíl
3. Vyšší počet vstřelených branek
4. Postavení v žebříčku IIHF 2013 před startem mistrovství

Čtvrtfinále se nehrálo v rámci skupin, jak tomu bylo zvykem při dvou minulých šampionátech, ale staronově formátem zápasů mezi skupinami (tj. 1. tým ze skupiny A proti 4. týmu ze skupiny B, 2. tým ze skupiny A proti 3. týmu ze skupiny B, 1. tým ze skupiny B proti 4. týmu ze skupiny A a 2. tým ze skupiny B proti 3. týmu ze skupiny A). Pro poražené čtvrtfinalisty turnaj skončil. V semifinále se dvojice utkaly v následujícím vzorci: vítěz utkání mezi 1A - 4B vs vítěz 2B - 3A , vítěz 1B - 4A vs vítěz 2A - 3B. Oba semifinálové zápasy se hrály ve větší Minsk Areně. Vítězní semifinalisté postoupili do finále, kde se rozhodlo o držitelích zlatých a stříbrných medailí, zatímco poražení semifinalisté se střetli v zápase o bronzové medaile.

### Kritéria pro určení konečného pořadí týmů
Pořadí na prvních čtyřech místech určil výsledek finálového zápasu a utkání o bronz. O konečném umístění na 5. až 16. místě rozhodovala tato kritéria:
1. Vyšší pozice ve skupině
2. Vyšší počet bodů
3. Lepší brankový rozdíl
4. Vyšší počet vstřelených branek
5. Postavení v žebříčku IIHF 2013 před startem mistrovství

Pozn. Poražení čtvrtfinalisté zaujmuli automaticky 5. až 8. místo a byli seřazeni podle výsledků v základních skupinách podle kritérií uvedených výše.

## Stadiony
| Minsk                        | Minsk                         |
| Minsk Arena Kapacita: 15 000 | Čižovka-Arena Kapacita: 9 600 |
| Minsk Arena                  | Čižovka-Аrеnа                 |

## Základní skupiny
Týmy byly do základních skupin rozděleny podle žebříčku IIHF po mistrovství světa v ledním hokeji 2013.
| Skupina A     | Skupina B       |
| ------------- | --------------- |
| Švédsko (1)   | Finsko (2)      |
| Česko (4)     | Rusko (3)       |
| Kanada (5)    | USA (6)         |
| Slovensko (8) | Švýcarsko (7)   |
| Norsko (9)    | Německo (10)    |
| Dánsko (12)   | Lotyšsko (11)   |
| Francie (13)  | Bělorusko (14)  |
| Itálie (18)   | Kazachstán (16) |

### Skupina A

#### Tabulka

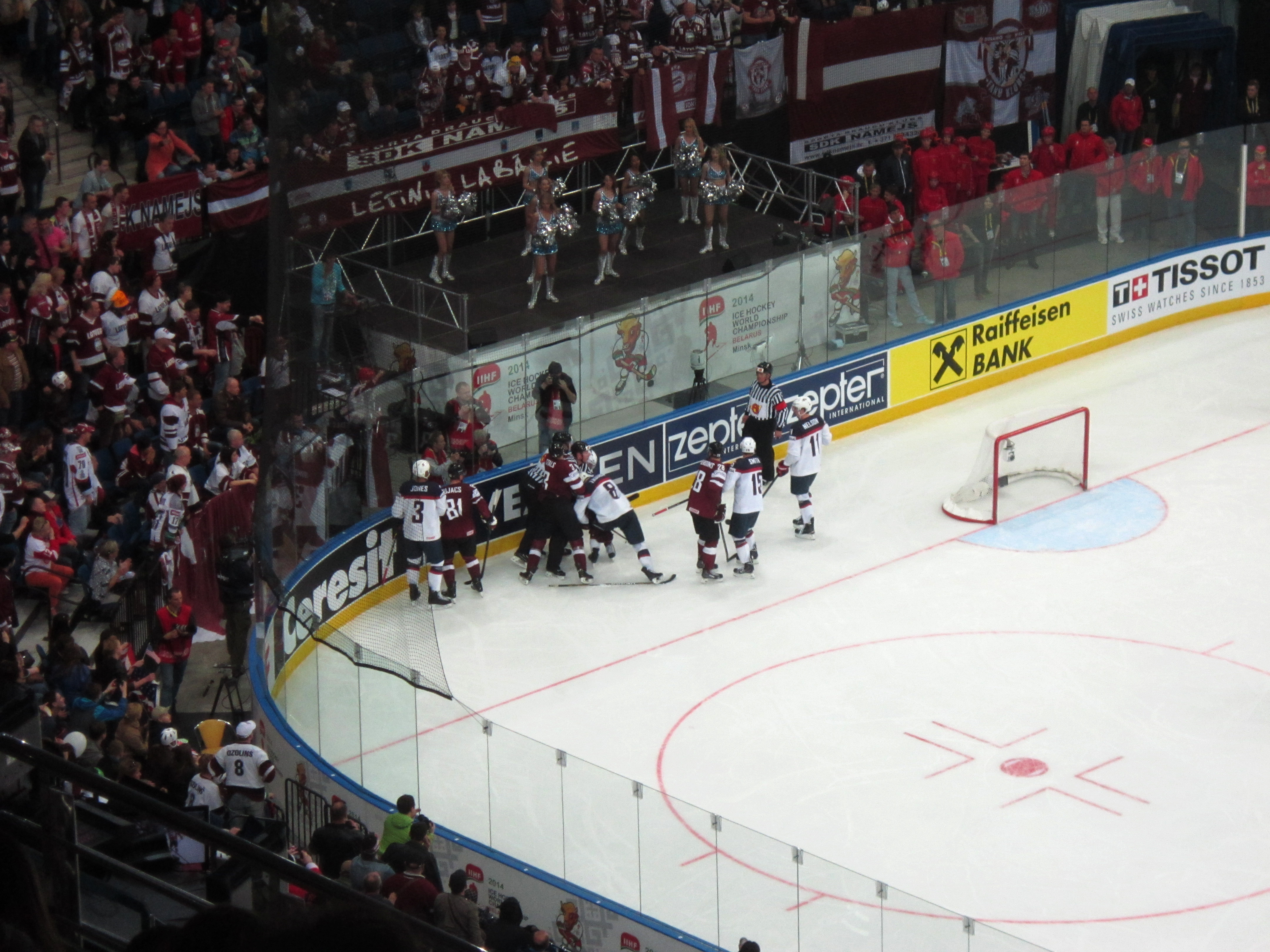
15. května 2014, USA 5:6 Lotyšsko

|  | Týmy postupující do čtvrtfinále |
|  | Tým sestupující do Divize 1     |

| Poř. | Tým       | Z | V | VP | PP | P | GV | GI | +/- | B  |
| ---- | --------- | - | - | -- | -- | - | -- | -- | --- | -- |
| 1.   | Kanada    | 7 | 5 | 1  | 1  | 0 | 28 | 13 | +15 | 18 |
| 2.   | Švédsko   | 7 | 5 | 1  | 1  | 0 | 21 | 10 | +11 | 18 |
| 3.   | Česko     | 7 | 2 | 2  | 2  | 1 | 20 | 18 | +2  | 12 |
| 4.   | Francie   | 7 | 2 | 2  | 1  | 2 | 25 | 20 | +5  | 11 |
| 5.   | Slovensko | 7 | 3 | 0  | 1  | 3 | 20 | 21 | −1  | 10 |
| 6.   | Norsko    | 7 | 2 | 0  | 1  | 4 | 16 | 19 | −3  | 7  |
| 7.   | Dánsko    | 7 | 1 | 1  | 0  | 5 | 17 | 27 | −10 | 5  |
| 8.   | Itálie    | 7 | 1 | 0  | 0  | 6 | 6  | 25 | −19 | 3  |

#### Zápasy
| 9. května 2014 15:45 | Francie | 3:2 SN (1:1, 0:0, 1:1 ; 0:0 ; 1:0) | Kanada | Čižovka-Arena, Minsk Návštěvnost: 6 780 |  |

| Zpráva | |                                    | |                                                                          |
| Cristobal Huet | Cristobal Huet | Brankáři                           | James Reimer                                                                                                  | Rozhodčí: Keith Kaval Steve Patafie Čároví: Nicolas Fluri André Schrader |
| S. Da Costa (Y. Auvitu, P-É. Bellemare) (PP) – 17:03 S. Da Costa (A. Roussel) (PP) – 52:35 J. Desrosiers S. Da Costa P-É. Bellemare | S. Da Costa (Y. Auvitu, P-É. Bellemare) (PP) – 17:03 S. Da Costa (A. Roussel) (PP) – 52:35 J. Desrosiers S. Da Costa P-É. Bellemare | 1:0 1:1 1:2 2:2 Samostatné nájezdy | 19:45 – B. Schenn (C. Hodgson, J. Garrison) 50:42 – E. Gudbranson (N. MacKinnon) K. Turris S. Monahan M. Read | Rozhodčí: Keith Kaval Steve Patafie Čároví: Nicolas Fluri André Schrader |
| 8 min | 8 min | Tresty                             | 12 min | Rozhodčí: Keith Kaval Steve Patafie Čároví: Nicolas Fluri André Schrader |
| 29 | 29 | Střely                             | 36 | Rozhodčí: Keith Kaval Steve Patafie Čároví: Nicolas Fluri André Schrader |

| 9. května 2014 19:45 | Slovensko | 2:3 PP (0:1, 2:0, 0:1 ; 0:1) | Česko | Čižovka-Arena, Minsk Návštěvnost: 6 920 |  |

| Zpráva                                                                  |                                                                         |                     | |                                                                                     |
| Ján Laco                                                                | Ján Laco                                                                | Brankáři            | Alexander Salák | Rozhodčí: Vjačeslav Bulanov Daniel Piechaczek Čároví: Ivan Děďulja Stanislav Raming |
| M. Miklík (T. Tatar) – 25:17 M. Viedenský (M. Miklík, M. Réway) – 35:45 | M. Miklík (T. Tatar) – 25:17 M. Viedenský (M. Miklík, M. Réway) – 35:45 | 0:1 1:1 2:1 2:2 2:3 | 06:24 – O. Němec (J. Hudler, R. Červenka) 57:53 – J. Jágr (O. Němec, T. Hertl) 61:50 – J. Klepiš (M. Ševc, O. Vitásek) | Rozhodčí: Vjačeslav Bulanov Daniel Piechaczek Čároví: Ivan Děďulja Stanislav Raming |
| 10 min                                                                  | 10 min                                                                  | Tresty              | 10 min | Rozhodčí: Vjačeslav Bulanov Daniel Piechaczek Čároví: Ivan Děďulja Stanislav Raming |
| 16                                                                      | 16                                                                      | Střely              | 33 | Rozhodčí: Vjačeslav Bulanov Daniel Piechaczek Čároví: Ivan Děďulja Stanislav Raming |

| 10. května 2014 11:45 | Itálie | 0:3 (0:1, 0:1, 0:1) | Norsko | Čižovka-Arena, Minsk Návštěvnost: 7 590 |  |

| Zpráva            |                   |             | |                                                                             |
| Daniel Bellissimo | Daniel Bellissimo | Brankáři    | Lars Haugen                                                                                          | Rozhodčí: Martin Fraňo Marcus Vinnerborg Čároví: Paul Carnathan Justin Hull |
|                   |                   | 0:1 0:2 0:3 | 05:42 – N. Roest (A. Stene) 31:19 – M. Ask (S. Olden, P-Å. Skrøder) 53:29 – A. Bastiansen (M. Olimb) | Rozhodčí: Martin Fraňo Marcus Vinnerborg Čároví: Paul Carnathan Justin Hull |
| 4 min             | 4 min             | Tresty      | 6 min                                                                                                | Rozhodčí: Martin Fraňo Marcus Vinnerborg Čároví: Paul Carnathan Justin Hull |
| 15                | 15                | Střely      | 27                                                                                                   | Rozhodčí: Martin Fraňo Marcus Vinnerborg Čároví: Paul Carnathan Justin Hull |

| 10. května 2014 15:45 | Švédsko | 3:0 (2:0, 0:0, 1:0) | Dánsko | Čižovka-Arena, Minsk Návštěvnost: 4 900 |  |

| Zpráva                                                                                           |                                                                                                  |             |                   |                                                                                |
| Anders Nilsson                                                                                   | Anders Nilsson                                                                                   | Brankáři    | Patrick Galbraith | Rozhodčí: Daniel Piechaczek Maxim Sidorenko Čároví: Vit Lederer Anton Semjonov |
| M. Backlund (M. Ekholm) – 11:41 M. Backlund (T. Erixon, J. Lindström) – 19:23 G. Nyquist – 48:13 | M. Backlund (M. Ekholm) – 11:41 M. Backlund (T. Erixon, J. Lindström) – 19:23 G. Nyquist – 48:13 | 1:0 2:0 3:0 |                   | Rozhodčí: Daniel Piechaczek Maxim Sidorenko Čároví: Vit Lederer Anton Semjonov |
| 6 min                                                                                            | 6 min                                                                                            | Tresty      | 6 min             | Rozhodčí: Daniel Piechaczek Maxim Sidorenko Čároví: Vit Lederer Anton Semjonov |
| 34                                                                                               | 34                                                                                               | Střely      | 21                | Rozhodčí: Daniel Piechaczek Maxim Sidorenko Čároví: Vit Lederer Anton Semjonov |

| 10. května 2014 19:45 | Kanada | 4:1 (0:0, 1:1, 3:0) | Slovensko | Čižovka-Arena, Minsk Návštěvnost: 6 200 |  |

| Zpráva | |                     |                                               |                                                                               |
| Ben Scrivens | Ben Scrivens | Brankáři            | Ján Laco                                      | Rozhodčí: Mikael Nord Konstantin Olenin Čároví: Masi Puolakka Sakari Suominen |
| J. Ward (J. Garrison) – 37:21 C. Hodgson (J. Garrison, N. Kadri) – 47:07 K. Bieksa (K. Turris) – 57:56 J. Ward (A. Burrows, T. Myers) – 58:49 | J. Ward (J. Garrison) – 37:21 C. Hodgson (J. Garrison, N. Kadri) – 47:07 K. Bieksa (K. Turris) – 57:56 J. Ward (A. Burrows, T. Myers) – 58:49 | 0:1 1:1 2:1 3:1 4:1 | 32:24 – M. Šatan (K. Sloboda, M. Miklík) (PP) | Rozhodčí: Mikael Nord Konstantin Olenin Čároví: Masi Puolakka Sakari Suominen |
| 8 min | 8 min | Tresty              | 10 min                                        | Rozhodčí: Mikael Nord Konstantin Olenin Čároví: Masi Puolakka Sakari Suominen |
| 28 | 28 | Střely              | 24                                            | Rozhodčí: Mikael Nord Konstantin Olenin Čároví: Masi Puolakka Sakari Suominen |

| 11. května 2014 11:45 | Francie | 1:2 (0:0, 1:1, 0:1) | Itálie | Čižovka-Arena, Minsk Návštěvnost: 4 600 |  |

| Zpráva                             |                                    |             |                                                                                               |                                                                                    |
| Cristobal Huet                     | Cristobal Huet                     | Brankáři    | Daniel Bellissimo                                                                             | Rozhodčí: Vjačeslav Bulanov Maxim Sidorenko Čároví: Anton Semjonov Miroslav Valach |
| L. Meunier (J. Desrosiers) – 30:57 | L. Meunier (J. Desrosiers) – 30:57 | 1:0 1:1 1:2 | 32:53 – G. Scandella (T. Johnson, N. DiCasmirro) (PP) 59:02 – M. Gander (D. Tudin, T. Larkin) | Rozhodčí: Vjačeslav Bulanov Maxim Sidorenko Čároví: Anton Semjonov Miroslav Valach |
| 8 min                              | 8 min                              | Tresty      | 14 min                                                                                        | Rozhodčí: Vjačeslav Bulanov Maxim Sidorenko Čároví: Anton Semjonov Miroslav Valach |
| 29                                 | 29                                 | Střely      | 17                                                                                            | Rozhodčí: Vjačeslav Bulanov Maxim Sidorenko Čároví: Anton Semjonov Miroslav Valach |

| 11. května 2014 15:45 | Norsko | 4:3 (1:2, 2:0, 1:1) | Dánsko | Čižovka-Arena, Minsk Návštěvnost: 4 837 |  |

| Zpráva | |                             | |                                                                            |
| Lars Haugen | Lars Haugen | Brankáři                    | Simon Nielsen | Rozhodčí: Igor Dremelj Aleksi Rantala Čároví: Paul Carnathan Masi Puolakka |
| J. Holøs (M. Olimb) – 06:30 K. Olimb (M. Ask) (PP) – 22:39 P-Å. Skrøder (PS) – 31:29 M. Trygg (M. Olimb, J. Holøs) (PP) – 52:15 | J. Holøs (M. Olimb) – 06:30 K. Olimb (M. Ask) (PP) – 22:39 P-Å. Skrøder (PS) – 31:29 M. Trygg (M. Olimb, J. Holøs) (PP) – 52:15 | 0:1 0:2 1:2 2:2 3:2 4:2 4:3 | 02:35 – M. Poulsen (M. Green) (PP) 02:55 – F. Storm (P. Bjorkstrand, E. Kristensen) 56:27 – J. Hansen (N. Jensen) (PP) | Rozhodčí: Igor Dremelj Aleksi Rantala Čároví: Paul Carnathan Masi Puolakka |
| 20 min | 20 min | Tresty                      | 14 min | Rozhodčí: Igor Dremelj Aleksi Rantala Čároví: Paul Carnathan Masi Puolakka |
| 27 | 27 | Střely                      | 18 | Rozhodčí: Igor Dremelj Aleksi Rantala Čároví: Paul Carnathan Masi Puolakka |

| 11. května 2014 19:45 | Švédsko | 4:3 SN (1:2, 1:1, 1:0 ; 0:0 ; 1:0) | Česko | Čižovka-Arena, Minsk Návštěvnost: 6 018 |  |

| Zpráva | |                                            | |                                                                               |
| Anders Nilsson | Anders Nilsson | Brankáři                                   | Alexander Salák | Rozhodčí: Roman Gofman Konstantin Olenin Čároví: Nicolas Fluri André Schrader |
| O. Möller (M. Backlund) – 11:26 O. Möller (J. Ericsson, J. Lindström) (PP) – 36:02 J. Lindström (M. Nygren, O. Möller) (PP) – 48:40 L. Klasen J. Lindström | O. Möller (M. Backlund) – 11:26 O. Möller (J. Ericsson, J. Lindström) (PP) – 36:02 J. Lindström (M. Nygren, O. Möller) (PP) – 48:40 L. Klasen J. Lindström | 0:1 1:1 1:2 1:3 2:3 3:3 Samostatné nájezdy | 00:08 – T. Hertl (O. Němec, T. Rolinek) 19:35 – J. Hudler (M. Ševc, J. Kovář) (PP) 31:53 – M. Zaťovič (T. Hertl, O. Němec) J. Kovář J. Klepiš R. Červenka | Rozhodčí: Roman Gofman Konstantin Olenin Čároví: Nicolas Fluri André Schrader |
| 12 min | 12 min | Tresty                                     | 10 min | Rozhodčí: Roman Gofman Konstantin Olenin Čároví: Nicolas Fluri André Schrader |
| 25 | 25 | Střely                                     | 33 | Rozhodčí: Roman Gofman Konstantin Olenin Čároví: Nicolas Fluri André Schrader |

| 12. května 2014 15:45 | Slovensko | 3:5 (1:0, 2:1, 0:4) | Francie | Čižovka-Arena, Minsk Návštěvnost: 5 358 |  |

| Zpráva | |                                 | |                                                                        |
| Ján Laco                                                                                                  | Ján Laco                                                                                                  | Brankáři                        | Cristobal Huet | Rozhodčí: Keith Kaval Steve Patafie Čároví: Ivan Děďulja Nicolas Fluri |
| L. Nagy (K. Sloboda) (SH) – 15:36 L. Nagy (M. Šatan) – 23:31 M. Šatan (J. Valach, M. Miklík) (PP) – 36:11 | L. Nagy (K. Sloboda) (SH) – 15:36 L. Nagy (M. Šatan) – 23:31 M. Šatan (J. Valach, M. Miklík) (PP) – 36:11 | 1:0 2:0 2:1 3:1 3:2 3:3 3:4 3:5 | 26:23 – B. Amar (J. Desrosiers, T. da Costa) (PP) 50:30 – B. Amar (A. Guttig) (PP2) 50:56 – A. Roussel (N. Besch) (PP) 56:19 – D. Fleury (T. da Costa, A. Guttig) 59:32 – A. Roussel (EN) | Rozhodčí: Keith Kaval Steve Patafie Čároví: Ivan Děďulja Nicolas Fluri |
| 14 min | 14 min | Tresty                          | 10 min | Rozhodčí: Keith Kaval Steve Patafie Čároví: Ivan Děďulja Nicolas Fluri |
| 21 | 21 | Střely                          | 26 | Rozhodčí: Keith Kaval Steve Patafie Čároví: Ivan Děďulja Nicolas Fluri |

| 12. května 2014 19:45 | Česko | 3:4 (1:1, 0:3, 2:0) | Kanada | Čižovka-Arena, Minsk Návštěvnost: 6 317 |  |

| Zpráva | |                             | |                                                                                      |
| Jakub Kovář Alexander Salák                                                                                | Jakub Kovář Alexander Salák                                                                                | Brankáři                    | James Reimer | Rozhodčí: Lars Brüggemann Vjačeslav Bulanov Čároví: Stanislav Raming Sakari Suominen |
| R. Červenka (V. Sobotka, J. Klepiš) – 05:55 J. Novotný (J. Hudler) – 52:11 T. Hertl (J. Jágr) (PP) – 53:00 | R. Červenka (V. Sobotka, J. Klepiš) – 05:55 J. Novotný (J. Hudler) – 52:11 T. Hertl (J. Jágr) (PP) – 53:00 | 1:0 1:1 1:2 1:3 1:4 2:4 3:4 | 09:56 – J. Ward (S. Monahan, J. Huberdeau) 23:22 – K. Turris (M. Read, J. Chimera) 36:07 – N. MacKinnon (J. Ward, R. Ellis) (PP) 36:24 – M. Rielly (K. Bieksa) (PP) | Rozhodčí: Lars Brüggemann Vjačeslav Bulanov Čároví: Stanislav Raming Sakari Suominen |
| 37 min | 37 min | Tresty                      | 6 min | Rozhodčí: Lars Brüggemann Vjačeslav Bulanov Čároví: Stanislav Raming Sakari Suominen |
| 34 | 34 | Střely                      | 20 | Rozhodčí: Lars Brüggemann Vjačeslav Bulanov Čároví: Stanislav Raming Sakari Suominen |

| 13. května 2014 15:45 | Itálie | 1:4 (1:1, 0:2, 0:1) | Dánsko | Čižovka-Arena, Minsk Návštěvnost: 5 092 |  |

| Zpráva                            |                                   |                     | |                                                                           |
| Daniel Bellissimo                 | Daniel Bellissimo                 | Brankáři            | Simon Nielsen | Rozhodčí: Antonín Jeřábek Mikael Nord Čároví: Paul Carnathan Jimmy Dahmén |
| D. Kostner (G. Scandella) – 12:15 | D. Kostner (G. Scandella) – 12:15 | 0:1 1:1 1:2 1:3 1:4 | 02:51 – J. Jensen (P. Bjorkstrand, F. Storm) 35:50 – J. Hansen (SH) 36:19 – E. Kristensen (J. Jakobsen, M. Bødker) 57:34 – K. Staal (M. Bødker, P. Larsen) | Rozhodčí: Antonín Jeřábek Mikael Nord Čároví: Paul Carnathan Jimmy Dahmén |
| 8 min                             | 8 min                             | Tresty              | 8 min | Rozhodčí: Antonín Jeřábek Mikael Nord Čároví: Paul Carnathan Jimmy Dahmén |
| 13                                | 13                                | Střely              | 31 | Rozhodčí: Antonín Jeřábek Mikael Nord Čároví: Paul Carnathan Jimmy Dahmén |

| 13. května 2014 19:45 | Norsko | 1:2 (0:0, 1:1, 0:1) | Švédsko | Čižovka-Arena, Minsk Návštěvnost: 6 389 |  |

| Zpráva                           |                                  |             |                                                                                            |                                                                          |
| Steffen Söberg                   | Steffen Söberg                   | Brankáři    | Anders Nilsson                                                                             | Rozhodčí: Jyri Rönn Maxim Sidorenko Čároví: Masi Puolakka Anton Semjonov |
| S. Olden (P.-A. Skröder) – 22:47 | S. Olden (P.-A. Skröder) – 22:47 | 1:0 1:1 1:2 | 36:33 – J. Lindström (M. Nygren, O. Möller) (PP) 47:18 – L. Klasen (G. Nyquist, T. Erixon) | Rozhodčí: Jyri Rönn Maxim Sidorenko Čároví: Masi Puolakka Anton Semjonov |
| 14 min                           | 14 min                           | Tresty      | 12 min                                                                                     | Rozhodčí: Jyri Rönn Maxim Sidorenko Čároví: Masi Puolakka Anton Semjonov |
| 14                               | 14                               | Střely      | 35                                                                                         | Rozhodčí: Jyri Rönn Maxim Sidorenko Čároví: Masi Puolakka Anton Semjonov |

| 14. května 2014 15:45 | Česko | 2:0 (0:0, 1:0, 1:0) | Itálie | Čižovka-Arena, Minsk Návštěvnost: 4 160 |  |

| Zpráva                                                               |                                                                      |          |                   |                                                                                |
| Alexander Salák                                                      | Alexander Salák                                                      | Brankáři | Daniel Bellissimo | Rozhodčí: Maxim Sidorenko Marcus Vinnerborg Čároví: Ivan Děďulja Pierre Dehaen |
| J. Sekáč (J. Hudler, O. Němec) – 22:53 J. Jágr (R. Červenka) – 55:34 | J. Sekáč (J. Hudler, O. Němec) – 22:53 J. Jágr (R. Červenka) – 55:34 | 1:0 2:0  |                   | Rozhodčí: Maxim Sidorenko Marcus Vinnerborg Čároví: Ivan Děďulja Pierre Dehaen |
| 4 min                                                                | 4 min                                                                | Tresty   | 10 min            | Rozhodčí: Maxim Sidorenko Marcus Vinnerborg Čároví: Ivan Děďulja Pierre Dehaen |
| 37                                                                   | 37                                                                   | Střely   | 11                | Rozhodčí: Maxim Sidorenko Marcus Vinnerborg Čároví: Ivan Děďulja Pierre Dehaen |

| 14. května 2014 19:45 | Slovensko | 5:2 (2:2, 1:0, 2:0) | Norsko | Čižovka-Arena, Minsk Návštěvnost: 5 881 |  |

| Zpráva | |                             |                                                                     |                                                                            |
| Ján Laco | Ján Laco | Brankáři                    | Lars Haugen                                                         | Rozhodčí: Lars Brüggemann Roman Gofman Čároví: Chris Carlson Nicolas Fluri |
| T. Tatar (I. Švarný, J. Mikúš) – 01:06 J. Mikúš (M. Miklík, M. Ďaloga) – 09:17 L. Nagy (M. Marinčin) – 39:42 L. Nagy (M. Ďaloga, J. Laco) – 47:47 M. Miklík (T. Tatar) – 48:33 | T. Tatar (I. Švarný, J. Mikúš) – 01:06 J. Mikúš (M. Miklík, M. Ďaloga) – 09:17 L. Nagy (M. Marinčin) – 39:42 L. Nagy (M. Ďaloga, J. Laco) – 47:47 M. Miklík (T. Tatar) – 48:33 | 1:0 1:1 2:1 2:2 3:2 4:2 5:2 | 05:39 – A. Bonsaksen (A. Stene) 11:07 – M. Ask (K. Olimb, M. Olimb) | Rozhodčí: Lars Brüggemann Roman Gofman Čároví: Chris Carlson Nicolas Fluri |
| 8 min | 8 min | Tresty                      | 8 min                                                               | Rozhodčí: Lars Brüggemann Roman Gofman Čároví: Chris Carlson Nicolas Fluri |
| 33 | 33 | Střely                      | 20                                                                  | Rozhodčí: Lars Brüggemann Roman Gofman Čároví: Chris Carlson Nicolas Fluri |

| 15. května 2014 15:45 | Kanada | 6:1 (1:1, 1:0, 4:0) | Dánsko | Čižovka-Arena, Minsk Návštěvnost: 7 085 |  |

| Zpráva | |                             |                                         |                                                                                |
| Ben Scrivens | Ben Scrivens | Brankáři                    | Patrick Galbraith                       | Rozhodčí: Igor Dremelj Vladimír Šindler Čároví: Masi Puolakka Stanislav Raming |
| C. Hodgson (N. Kadri, R. Ellis) – 05:24 C. Hodgson – 25:03 M. Read (K. Turris, J. Chimera) – 41:15 M. Read (K. Turris, T. Myers) (SH) – 43:08 J. Huberdeau (M. Rielly, R. Ellis) (EA) – 48:35 C. Hodgson (J. Garrison, N. Kadri) (PP) – 50:24 | C. Hodgson (N. Kadri, R. Ellis) – 05:24 C. Hodgson – 25:03 M. Read (K. Turris, J. Chimera) – 41:15 M. Read (K. Turris, T. Myers) (SH) – 43:08 J. Huberdeau (M. Rielly, R. Ellis) (EA) – 48:35 C. Hodgson (J. Garrison, N. Kadri) (PP) – 50:24 | 1:0 1:1 2:1 3:1 4:1 5:1 6:1 | 09:06 – N. Jensen (M. Madsen, K. Staal) | Rozhodčí: Igor Dremelj Vladimír Šindler Čároví: Masi Puolakka Stanislav Raming |
| 8 min | 8 min | Tresty                      | 8 min                                   | Rozhodčí: Igor Dremelj Vladimír Šindler Čároví: Masi Puolakka Stanislav Raming |
| 46 | 46 | Střely                      | 30                                      | Rozhodčí: Igor Dremelj Vladimír Šindler Čároví: Masi Puolakka Stanislav Raming |

| 15. května 2014 19:45 | Švédsko | 2:1 (0:0, 2:0, 0:1) | Francie | Čižovka-Arena, Minsk Návštěvnost: 7 045 |  |

| Zpráva                                                                                       |                                                                                              |             |                     |                                                                             |
| Anders Nilsson                                                                               | Anders Nilsson                                                                               | Brankáři    | Florian Hardy       | Rozhodčí: Antonín Jeřábek Aleksi Rantala Čároví: Paul Carnathan Justin Hull |
| J. Lundqvist (D. Rasmussen, L. Klasen) – 35:32 O. Möller (N. Andersén, J. Lindström) – 35:49 | J. Lundqvist (D. Rasmussen, L. Klasen) – 35:32 O. Möller (N. Andersén, J. Lindström) – 35:49 | 1:0 2:0 2:1 | 44:52 – S. Da Costa | Rozhodčí: Antonín Jeřábek Aleksi Rantala Čároví: Paul Carnathan Justin Hull |
| 8 min                                                                                        | 8 min                                                                                        | Tresty      | 20 min              | Rozhodčí: Antonín Jeřábek Aleksi Rantala Čároví: Paul Carnathan Justin Hull |
| 34                                                                                           | 34                                                                                           | Střely      | 18                  | Rozhodčí: Antonín Jeřábek Aleksi Rantala Čároví: Paul Carnathan Justin Hull |

| 16. května 2014 15:45 | Kanada | 6:1 (1:0, 4:0, 1:1) | Itálie | Čižovka-Arena, Minsk Návštěvnost: 5 772 |  |

| Zpráva | |                             |                                               |                                                                                 |
| James Reimer | James Reimer | Brankáři                    | Daniel Bellissimo Andreas Bernard             | Rozhodčí: Roman Gofman Daniel Piechaczek Čároví: Pierre Dehaen Stanislav Raming |
| J. Ward – 13:07 C. Hodgson (PP) – 21:39 J. Chimera (J. Ward, M. Scheifele) – 26:02 K. Turris (M. Read) (SH) – 29:19 C. Hodgson (B. Schenn, N. MacKinnon) – 36:15 B. Schenn (J. Huberdeau, N. MacKinnon) – 56:30 | J. Ward – 13:07 C. Hodgson (PP) – 21:39 J. Chimera (J. Ward, M. Scheifele) – 26:02 K. Turris (M. Read) (SH) – 29:19 C. Hodgson (B. Schenn, N. MacKinnon) – 36:15 B. Schenn (J. Huberdeau, N. MacKinnon) – 56:30 | 1:0 2:0 3:0 4:0 5:0 5:1 6:1 | 41:12 – D. Borrelli (G. Scandella, T. Johnson | Rozhodčí: Roman Gofman Daniel Piechaczek Čároví: Pierre Dehaen Stanislav Raming |
| 14 min | 14 min | Tresty                      | 33 min                                        | Rozhodčí: Roman Gofman Daniel Piechaczek Čároví: Pierre Dehaen Stanislav Raming |
| 34 | 34 | Střely                      | 22                                            | Rozhodčí: Roman Gofman Daniel Piechaczek Čároví: Pierre Dehaen Stanislav Raming |

| 16. května 2014 19:45 | Švédsko | 3:1 (2:0, 0:1, 1:0) | Slovensko | Čižovka-Arena, Minsk Návštěvnost: 7 563 |  |

| Zpráva | |                 |                                          |                                                                            |
| Anders Nilsson                                                                                              | Anders Nilsson                                                                                              | Brankáři        | Ján Laco Jaroslav Janus                  | Rozhodčí: Jyri Rönn Vladimír Šindler Čároví: Chris Carlson Joep Leermakers |
| G. Nyquist (D. Axelsson) (PP) – 10:05 M. Backlund (J. Lindström) (PP) – 19:49 M. Nygren (L. Klasen) – 41:58 | G. Nyquist (D. Axelsson) (PP) – 10:05 M. Backlund (J. Lindström) (PP) – 19:49 M. Nygren (L. Klasen) – 41:58 | 1:0 2:0 2:1 3:1 | 29:12 – M. Marinčin (T. Tatar, M. Réway) | Rozhodčí: Jyri Rönn Vladimír Šindler Čároví: Chris Carlson Joep Leermakers |
| 8 min | 8 min | Tresty          | 8 min                                    | Rozhodčí: Jyri Rönn Vladimír Šindler Čároví: Chris Carlson Joep Leermakers |
| 40 | 40 | Střely          | 21                                       | Rozhodčí: Jyri Rönn Vladimír Šindler Čároví: Chris Carlson Joep Leermakers |

| 17. května 2014 11:45 | Francie | 5:4 SN (0:1, 3:1, 1:2 ; 0:0 ; 1:0) | Norsko | Čižovka-Arena, Minsk Návštěvnost: 6 103 |  |

| Zpráva | |                                                    | |                                                                                      |
| Cristobal Huet | Cristobal Huet | Brankáři                                           | Lars Haugen | Rozhodčí: Konstantin Olenin Daniel Piechaczek Čároví: Andre Schrader Miroslav Valach |
| A. Roussel (A. Manavian, P-É. Bellemare) – 37:25 Y. Treille (Y. Auvitu, J. Desrosiers) – 37:51 A. Roussel (S. Da Costa, P-É. Bellemare) – 38:16 P-É. Bellemare (A. Roussel) – 42:37 D. Fleury P-É. Bellemare S. Da Costa | A. Roussel (A. Manavian, P-É. Bellemare) – 37:25 Y. Treille (Y. Auvitu, J. Desrosiers) – 37:51 A. Roussel (S. Da Costa, P-É. Bellemare) – 38:16 P-É. Bellemare (A. Roussel) – 42:37 D. Fleury P-É. Bellemare S. Da Costa | 0:1 0:2 1:2 2:2 3:2 3:3 4:3 4:4 Samostatné nájezdy | 11:28 – M. Trygg (K. Olimb, M. Olimb) 21:47 – M. Ask (M. Olimb, K. Olimb) 41:30 – D. Sørvik (M. Ask) 45:48 – M. Olimb (K. Olimb) K. Olimb P-Å. Skrøder A. Bastiansen | Rozhodčí: Konstantin Olenin Daniel Piechaczek Čároví: Andre Schrader Miroslav Valach |
| 18 min | 18 min | Tresty                                             | 4 min | Rozhodčí: Konstantin Olenin Daniel Piechaczek Čároví: Andre Schrader Miroslav Valach |
| 36 | 36 | Střely                                             | 28 | Rozhodčí: Konstantin Olenin Daniel Piechaczek Čároví: Andre Schrader Miroslav Valach |

| 17. května 2014 15:45 | Dánsko | 4:3 SN (1:2, 0:0, 2:1 ; 0:0 ; 1:0) | Česko | Čižovka-Arena, Minsk Návštěvnost: 6 892 |  |

| Zpráva | |                                            | |                                                                          |
| Alexander Salák | Alexander Salák | Brankáři                                   | Simon Nielsen | Rozhodčí: Keith Kaval Steve Patafie Čároví: Chris Carlson Anton Semjonov |
| S. Lassen (M. Christensen) – 09:56 N. Jensen (K. Staal, J. Hansen) (PP) – 55:31 P. Bjorkstrand (J. Hansen, M. Madsen) – 59:07 M. Bødker J. Jensen | S. Lassen (M. Christensen) – 09:56 N. Jensen (K. Staal, J. Hansen) (PP) – 55:31 P. Bjorkstrand (J. Hansen, M. Madsen) – 59:07 M. Bødker J. Jensen | 0:1 0:2 1:2 1:3 2:3 3:3 Samostatné nájezdy | 04:26 – J. Klepiš (J. Jágr, O. Němec) (PP) 06:55 – J. Jágr (V. Sobotka) (PP) 45:04 – Jakub Kindl (J. Klepiš, R. Červenka) J. Klepiš J. Hudler J. Jágr | Rozhodčí: Keith Kaval Steve Patafie Čároví: Chris Carlson Anton Semjonov |
| 27 min | 27 min | Tresty                                     | 32 min | Rozhodčí: Keith Kaval Steve Patafie Čároví: Chris Carlson Anton Semjonov |
| 10 | 10 | Střely                                     | 10 | Rozhodčí: Keith Kaval Steve Patafie Čároví: Chris Carlson Anton Semjonov |

| 17. května 2014 19:45 | Slovensko | 4:1 (1:0, 2:1, 1:0) | Itálie | Čižovka-Arena, Minsk Návštěvnost: 5 929 |  |

| Zpráva | |                     |                             |                                                                           |
| Ján Laco | Ján Laco | Brankáři            | Daniel Bellissimo           | Rozhodčí: Vjačeslav Bulanov Mikael Nord Čároví: Justin Hull Masi Puolakka |
| M. Ďaloga (K. Sloboda) – 10:08 M. Viedenský (M. Ďaloga, K. Sloboda) – 23:05 T. Tatar (M. Miklík) – 34:13 M. Miklík (T. Tatar, M. Šatan) (PP2) – 48:07 | M. Ďaloga (K. Sloboda) – 10:08 M. Viedenský (M. Ďaloga, K. Sloboda) – 23:05 T. Tatar (M. Miklík) – 34:13 M. Miklík (T. Tatar, M. Šatan) (PP2) – 48:07 | 1:0 2:0 3:0 3:1 4:1 | 38:26 – A. Egger (V. Rocco) | Rozhodčí: Vjačeslav Bulanov Mikael Nord Čároví: Justin Hull Masi Puolakka |
| 14 min | 14 min | Tresty              | 10 min                      | Rozhodčí: Vjačeslav Bulanov Mikael Nord Čároví: Justin Hull Masi Puolakka |
| 53 | 53 | Střely              | 20                          | Rozhodčí: Vjačeslav Bulanov Mikael Nord Čároví: Justin Hull Masi Puolakka |

| 18. května 2014 15:45 | Kanada | 3:2 PP (0:1, 2:1, 0:0 ; 1:0) | Švédsko | Čižovka-Arena, Minsk Návštěvnost: 8 453 |  |

| Zpráva | |                     |                                                                            |                                                                                     |
| Ben Scrivens | Ben Scrivens | Brankáři            | Anders Nilsson                                                             | Rozhodčí: Konstantin Olenin Aleksi Rantala Čároví: Stanislav Raming Sakari Suominen |
| B. Schenn (J. Huberdeau) – 23:52 K. Bieksa (C. Hodgson, M. Rielly) – 27:46 R. Ellis (T. Brouwer, M. Scheifele) – 62:38 | B. Schenn (J. Huberdeau) – 23:52 K. Bieksa (C. Hodgson, M. Rielly) – 27:46 R. Ellis (T. Brouwer, M. Scheifele) – 62:38 | 0:1 0:2 1:2 2:2 3:2 | 13:57 – J. Lindström (O. Möller) 21:06 – L. Klasen (M. Ekholm, G. Nyquist) | Rozhodčí: Konstantin Olenin Aleksi Rantala Čároví: Stanislav Raming Sakari Suominen |
| 10 min | 10 min | Tresty              | 12 min                                                                     | Rozhodčí: Konstantin Olenin Aleksi Rantala Čároví: Stanislav Raming Sakari Suominen |
| 31 | 31 | Střely              | 32                                                                         | Rozhodčí: Konstantin Olenin Aleksi Rantala Čároví: Stanislav Raming Sakari Suominen |

| 18. května 2014 19:45 | Česko | 1:0 (1:0, 0:0, 0:0) | Norsko | Čižovka-Arena, Minsk Návštěvnost: 7 902 |  |

| Zpráva                                 |                                        |          |                |                                                                           |
| Alexander Salák                        | Alexander Salák                        | Brankáři | Steffen Søberg | Rozhodčí: Jyri Rönn Marcus Vinnerborg Čároví: Jimmy Dahmen Anton Semjonov |
| V. Sobotka (T. Hertl, J. Jágr) – 00:39 | V. Sobotka (T. Hertl, J. Jágr) – 00:39 | 1:0      |                | Rozhodčí: Jyri Rönn Marcus Vinnerborg Čároví: Jimmy Dahmen Anton Semjonov |
| 8 min                                  | 8 min                                  | Tresty   | 8 min          | Rozhodčí: Jyri Rönn Marcus Vinnerborg Čároví: Jimmy Dahmen Anton Semjonov |
| 39                                     | 39                                     | Střely   | 21             | Rozhodčí: Jyri Rönn Marcus Vinnerborg Čároví: Jimmy Dahmen Anton Semjonov |

| 19. května 2014 15:45 | Dánsko | 2:6 (1:2, 1:0, 0:4) | Francie | Čižovka-Arena, Minsk Návštěvnost: 7 450 |  |

| Zpráva                                                                                 |                                                                                        |                                 | |                                                                                |
| Simon Nielsen                                                                          | Simon Nielsen                                                                          | Brankáři                        | Cristobal Huet | Rozhodčí: Aleksi Rantala Maxim Sidorenko Čároví: Nicolas Fluri Joep Leermakers |
| J. Jensen (K. Staal, J. Jakobsen) – 15:09 K. Staal (J. Jensen, P. Bjorkstrand) – 34:41 | J. Jensen (K. Staal, J. Jakobsen) – 15:09 K. Staal (J. Jensen, P. Bjorkstrand) – 34:41 | 0:1 1:1 1:2 2:2 2:3 2:4 2:5 2:6 | 01:08 – J. Desrosiers (L. Meunier, Y. Treille) 19:23 – A. Roussel (B. Amar, P.-É. Bellemare) 49:10 – P.-É. Bellemare (A. Roussel, T. Da Costa) 50:36 – T. Da Costa (A. Roussel, P.-É. Bellemare) 52:52 – A. Manavian (A. Roussel, T. Da Costa) 55:09 – T. Da Costa | Rozhodčí: Aleksi Rantala Maxim Sidorenko Čároví: Nicolas Fluri Joep Leermakers |
| 8 min                                                                                  | 8 min                                                                                  | Tresty                          | 4 min | Rozhodčí: Aleksi Rantala Maxim Sidorenko Čároví: Nicolas Fluri Joep Leermakers |
| 33                                                                                     | 33                                                                                     | Střely                          | 29 | Rozhodčí: Aleksi Rantala Maxim Sidorenko Čároví: Nicolas Fluri Joep Leermakers |

| 19. května 2014 19:45 | Itálie | 1:5 (1:2, 0:2, 0:1) | Švédsko | Čižovka-Arena, Minsk Návštěvnost: 7 878 |  |

| Zpráva                                     |                                            |                         | |                                                                                 |
| Daniel Bellissimo                          | Daniel Bellissimo                          | Brankáři                | Joacim Eriksson | Rozhodčí: Roman Gofman Vladimír Šindler Čároví: Paul Carnathan Stanislav Raming |
| M. Gander (L. Felicetti, D. Tudin) – 10:07 | M. Gander (L. Felicetti, D. Tudin) – 10:07 | 0:1 1:1 1:2 1:3 1:4 1:5 | 00:48 – G. Nyquist (L. Klasen) 16:32 – M. Ekholm (L. Klasen) (PP) 34:24 – G. Nyquist (N. Danielsson, L. Klasen) 37:53 – N. Danielsson (M. Ekholm, L. Klasen) (PP) 55:55 – J. Ericsson (M. Nygren, O. Möller) (PP) | Rozhodčí: Roman Gofman Vladimír Šindler Čároví: Paul Carnathan Stanislav Raming |
| 12 min                                     | 12 min                                     | Tresty                  | 6 min | Rozhodčí: Roman Gofman Vladimír Šindler Čároví: Paul Carnathan Stanislav Raming |
| 11                                         | 11                                         | Střely                  | 40 | Rozhodčí: Roman Gofman Vladimír Šindler Čároví: Paul Carnathan Stanislav Raming |

| 20. května 2014 11:45 | Norsko | 2:3 (1:0, 1:2, 0:1) | Kanada | Čižovka-Arena, Minsk Návštěvnost: 7 487 |  |

| Zpráva                                                                  |                                                                         |                     | |                                                                                     |
| Steffen Søberg                                                          | Steffen Søberg                                                          | Brankáři            | James Reimer                                                                                               | Rozhodčí: Daniel Piechaczek Maxim Sidorenko Čároví: Stanislav Raming André Schrader |
| A. Bastiansen (PP) – 13:05 M. Hansen (M. Olimb, N. Bryhnisveen) – 32:16 | A. Bastiansen (PP) – 13:05 M. Hansen (M. Olimb, N. Bryhnisveen) – 32:16 | 1:0 1:1 2:1 2:2 2:3 | 23:36 – J. Ward (S. Monahan, R. Ellis) (PP) 36:25 – M. Scheifele (K. Bieksa, J. Ward) 50:43 – J. Ward (PP) | Rozhodčí: Daniel Piechaczek Maxim Sidorenko Čároví: Stanislav Raming André Schrader |
| 14 min                                                                  | 14 min                                                                  | Tresty              | 4 min | Rozhodčí: Daniel Piechaczek Maxim Sidorenko Čároví: Stanislav Raming André Schrader |
| 16                                                                      | 16                                                                      | Střely              | 42 | Rozhodčí: Daniel Piechaczek Maxim Sidorenko Čároví: Stanislav Raming André Schrader |

| 20. května 2014 15:45 | Dánsko | 3:4 (0:1, 1:0, 2:3) | Slovensko | Čižovka-Arena, Minsk Návštěvnost: 7 251 |  |

| Zpráva | |                             | |                                                                            |
| Simon Nielsen | Simon Nielsen | Brankáři                    | Ján Laco | Rozhodčí: Keith Kaval Konstantin Olenin Čároví: Vít Lederer Anton Semjonov |
| M. Bødker (M. Green, M. Christensen) (PP) – 21:11 M. Green (M. Christensen, S. Lassen) (PP) – 52:53 J. Jensen (J. Jensen) – 54:25 | M. Bødker (M. Green, M. Christensen) (PP) – 21:11 M. Green (M. Christensen, S. Lassen) (PP) – 52:53 J. Jensen (J. Jensen) – 54:25 | 0:1 1:1 1:2 2:2 2:3 2:4 3:4 | 14:41 – T. Tatar (J. Valach) 41:31 – M. Miklík (M. Viedenský) (PP2) 53:53 – M. Viedenský (M. Miklík, J. Valach) (PP) 54:17 – T. Tatar (J. Mikúš) | Rozhodčí: Keith Kaval Konstantin Olenin Čároví: Vít Lederer Anton Semjonov |
| 20 min | 20 min | Tresty                      | 20 min | Rozhodčí: Keith Kaval Konstantin Olenin Čároví: Vít Lederer Anton Semjonov |
| 30 | 30 | Střely                      | 24 | Rozhodčí: Keith Kaval Konstantin Olenin Čároví: Vít Lederer Anton Semjonov |

| 20. května 2014 19:45 | Česko | 5:4 PP (1:3, 3:0, 0:1 ; 1:0) | Francie | Čižovka-Arena, Minsk Návštěvnost: 8 214 |  |

| Zpráva | |                                     | |                                                                       |
| Alexander Salák | Alexander Salák | Brankáři                            | Florian Hardy | Rozhodčí: Igor Dremelj Roman Gofman Čároví: Justin Hull Masi Puolakka |
| V. Sobotka – 19:18 J. Sekáč (P. Zámorský, J. Kolář) – 24:30 J. Jágr (M. Jordán, V. Sobotka) – 31:29 M. Zaťovič (J. Kindl, T. Rolinek) – 32:42 J. Kolář (P. Zámorský, V. Sobotka) – 62:19 | V. Sobotka – 19:18 J. Sekáč (P. Zámorský, J. Kolář) – 24:30 J. Jágr (M. Jordán, V. Sobotka) – 31:29 M. Zaťovič (J. Kindl, T. Rolinek) – 32:42 J. Kolář (P. Zámorský, V. Sobotka) – 62:19 | 0:1 0:2 0:3 1:3 2:3 3:3 4:3 4:4 5:4 | 06:48 – J. Desrosiers (L. Meunier, Y. Treille) 17:48 – J. Desrosiers (T. Da Costa) (PP) 18:22 – L. Meunier (D. Raux) 42:36 – A. Roussel (D. Fleury) (PP) | Rozhodčí: Igor Dremelj Roman Gofman Čároví: Justin Hull Masi Puolakka |
| 14 min | 14 min | Tresty                              | 10 min | Rozhodčí: Igor Dremelj Roman Gofman Čároví: Justin Hull Masi Puolakka |
| 39 | 39 | Střely                              | 24 | Rozhodčí: Igor Dremelj Roman Gofman Čároví: Justin Hull Masi Puolakka |

### Skupina B

#### Tabulka
|  | Týmy postupující do čtvrtfinále |
|  | Tým sestupující do Divize 1     |

| Poř. | Tým        | Z | V | VP | PP | P | GV | GI | +/- | B  |
| ---- | ---------- | - | - | -- | -- | - | -- | -- | --- | -- |
| 1.   | Rusko      | 7 | 7 | 0  | 0  | 0 | 31 | 7  | +24 | 21 |
| 2.   | USA        | 7 | 4 | 1  | 0  | 2 | 27 | 23 | +4  | 14 |
| 3.   | Bělorusko  | 7 | 4 | 0  | 0  | 3 | 18 | 17 | +1  | 12 |
| 4.   | Finsko     | 7 | 3 | 1  | 0  | 3 | 18 | 15 | +3  | 11 |
| 5.   | Švýcarsko  | 7 | 3 | 0  | 1  | 3 | 19 | 21 | −2  | 10 |
| 6.   | Lotyšsko   | 7 | 3 | 0  | 0  | 4 | 20 | 24 | −4  | 9  |
| 7.   | Německo    | 7 | 1 | 1  | 0  | 5 | 13 | 23 | −10 | 5  |
| 8.   | Kazachstán | 7 | 0 | 0  | 2  | 5 | 16 | 32 | −16 | 2  |

#### Zápasy
| 9. května 2014 15:45 | Švýcarsko | 0:5 (0:3, 0:1, 0:1) | Rusko | Minsk Arena, Minsk Návštěvnost: 13 300 |  |

| Zpráva          |                 |                     | |                                                                               |
| Leonardo Genoni | Leonardo Genoni | Brankáři            | Sergej Bobrovskij | Rozhodčí: Lars Brüggemann Antonín Jeřábek Čároví: Chris Carlson Pierre Dehaen |
|                 |                 | 0:1 0:2 0:3 0:4 0:5 | 00:13 – S. Plotnikov (D. Děnisov, V. Šipačjov) 06:34 – A. Ovečkin (A. Bělov, D. Zaripov) (PP) 17:15 – J. Kuzněcov (M. Čudinov, V. Šipačjov) 29:06 – A. Bělov (N. Kuljomin, S. Širokov) 58:25 – D. Zaripov (A. Ovečkin) | Rozhodčí: Lars Brüggemann Antonín Jeřábek Čároví: Chris Carlson Pierre Dehaen |
| 10 min          | 10 min          | Tresty              | 8 min | Rozhodčí: Lars Brüggemann Antonín Jeřábek Čároví: Chris Carlson Pierre Dehaen |
| 27              | 27              | Střely              | 31 | Rozhodčí: Lars Brüggemann Antonín Jeřábek Čároví: Chris Carlson Pierre Dehaen |

| 9. května 2014 19:45 | Bělorusko | 1:6 (0:1, 1:3, 0:2) | USA | Minsk Arena, Minsk Návštěvnost: 13 600 |  |

| Zpráva                                                 |                                                        |                             | |                                                                             |
| Andrèj Mezin                                           | Andrèj Mezin                                           | Brankáři                    | Tim Thomas | Rozhodčí: Martin Fraňo Vladimír Šindler Čároví: Jon Killian Sakari Suominen |
| A. Stěpanov (M. Grabovskij, A. Kaljužnyj) (PP) – 39:56 | A. Stěpanov (M. Grabovskij, A. Kaljužnyj) (PP) – 39:56 | 0:1 0:2 0:3 0:4 1:4 1:5 1:6 | 12:22 – B. Nelson (C. Smith, T. Johnson) (PP 34:59 – J. Trouba (D. DeKeyser) 35:55 – J. Gaudreau (J. Petry) 37:42 – C. McDonald (J. Hayes) 54:58 – J. Trouba (J. Gaudreau, T. Johnson) (PP) 56:57 – J. Gardiner (J. Gaudreau, K. Hayes) (PP) | Rozhodčí: Martin Fraňo Vladimír Šindler Čároví: Jon Killian Sakari Suominen |
| 14 min                                                 | 14 min                                                 | Tresty                      | 6 min | Rozhodčí: Martin Fraňo Vladimír Šindler Čároví: Jon Killian Sakari Suominen |
| 21                                                     | 21                                                     | Střely                      | 25 | Rozhodčí: Martin Fraňo Vladimír Šindler Čároví: Jon Killian Sakari Suominen |

| 10. května 2014 11:45 | Kazachstán | 1:2 SN (1:1, 0:0, 0:0 ; 0:0 ; 0:1) | Německo | Minsk Arena, Minsk Návštěvnost: 12 880 |  |

| Zpráva                                                                          |                                                                                 |                            |                                                                                |                                                                                |
| Vitalij Jeremejev                                                               | Vitalij Jeremejev                                                               | Brankáři                   | Rob Zepp                                                                       | Rozhodčí: Aleksi Rantala Vladimír Šindler Čároví: Jimmy Dahmén Miroslav Valach |
| A. Gavrilin (F. Poliščuk, K. Dallman) – 10:08 R. Starčenko N. Antropov D. Upper | A. Gavrilin (F. Poliščuk, K. Dallman) – 10:08 R. Starčenko N. Antropov D. Upper | 1:0 1:1 Samostatné nájezdy | 18:49 – M. Plachta (T. Ankert, L. Draisaitl) A. Barta T. Rieder T. Oppenheimer | Rozhodčí: Aleksi Rantala Vladimír Šindler Čároví: Jimmy Dahmén Miroslav Valach |
| 20 min                                                                          | 20 min                                                                          | Tresty                     | 4 min                                                                          | Rozhodčí: Aleksi Rantala Vladimír Šindler Čároví: Jimmy Dahmén Miroslav Valach |
| 20                                                                              | 20                                                                              | Střely                     | 47                                                                             | Rozhodčí: Aleksi Rantala Vladimír Šindler Čároví: Jimmy Dahmén Miroslav Valach |

| 10. května 2014 15:45 | Finsko | 2:3 (1:1, 1:0, 0:2) | Lotyšsko | Minsk Arena, Minsk Návštěvnost: 11 700 |  |

| Zpráva                                                     |                                                            |                     | |                                                                             |
| Pekka Rinne                                                | Pekka Rinne                                                | Brankáři            | Edgars Masaļskis                                                                                          | Rozhodčí: Igor Dremelj Antonín Jeřábek Čároví: Ivan Děďulja Joep Leermakers |
| M. Salomäki – 04:30 P. Kontiola (J. Hietanen) (PP) – 31:42 | M. Salomäki – 04:30 P. Kontiola (J. Hietanen) (PP) – 31:42 | 1:0 1:1 2:1 2:2 2:3 | 06:18 – K. Daugaviņš (M. Rēdlihs) 47:48 – K. Sotnieks (G. Pujacs, M. Indrašis) (PP) 52:22 – A. Kulda (PP) | Rozhodčí: Igor Dremelj Antonín Jeřábek Čároví: Ivan Děďulja Joep Leermakers |
| 18 min                                                     | 18 min                                                     | Tresty              | 12 min | Rozhodčí: Igor Dremelj Antonín Jeřábek Čároví: Ivan Děďulja Joep Leermakers |
| 24                                                         | 24                                                         | Střely              | 26 | Rozhodčí: Igor Dremelj Antonín Jeřábek Čároví: Ivan Děďulja Joep Leermakers |

| 10. května 2014 19:45 | USA | 3:2 (0:0, 1:2, 2:0) | Švýcarsko | Minsk Arena, Minsk Návštěvnost: 11 000 |  |

| Zpráva | |                     |                                                                |                                                                         |
| Tim Thomas | Tim Thomas | Brankáři            |                                                                | Rozhodčí: Roman Gofman Jyri Rönn Čároví: Chris Carlson Stanislav Raming |
| P. Mueller (T. Stapleton, J. Petry) – 26:15 C. Smith (B. Nelson, T. Johnson) (PP) – 41:28 T. Johnson (S. Jones) – 53:15 | P. Mueller (T. Stapleton, J. Petry) – 26:15 C. Smith (B. Nelson, T. Johnson) (PP) – 41:28 T. Johnson (S. Jones) – 53:15 | 0:1 1:1 1:2 2:2 3:2 | 21:28 – D. Hollenstein (K. Fiala) 29:39 – D. Brunner (K. Romy) | Rozhodčí: Roman Gofman Jyri Rönn Čároví: Chris Carlson Stanislav Raming |
| 14 min | 14 min | Tresty              | 12 min                                                         | Rozhodčí: Roman Gofman Jyri Rönn Čároví: Chris Carlson Stanislav Raming |
| 38 | 38 | Střely              | 29                                                             | Rozhodčí: Roman Gofman Jyri Rönn Čároví: Chris Carlson Stanislav Raming |

| 11. května 2014 12:45 | Německo | 3:2 (1:1, 1:1, 1:0) | Lotyšsko | Minsk Arena, Minsk Návštěvnost: 11 200 |  |

| Zpráva                                                                                            |                                                                                                   |                     |                                                                               |                                                                     |
| Philipp Grubauer                                                                                  | Philipp Grubauer                                                                                  | Brankáři            | Kristers Gudļevskis                                                           | Rozhodčí: Steve Patafie Jyri Rönn Čároví: Pierre Dehaen Jon Killian |
| M. Noebels (T. Oppenheimer, F. Hördler) – 12:15 F. Mauer (PP) – 20:30 T. Oppenheimer (PS) – 55:26 | M. Noebels (T. Oppenheimer, F. Hördler) – 12:15 F. Mauer (PP) – 20:30 T. Oppenheimer (PS) – 55:26 | 1:0 1:1 2:1 2:2 3:2 | 18:35 – G. Pujacs (M. Rēdlihs, R. Ķēniņš) (PP) 27:15 – M. Rēdlihs (R. Ķēniņš) | Rozhodčí: Steve Patafie Jyri Rönn Čároví: Pierre Dehaen Jon Killian |
| 4 min                                                                                             | 4 min                                                                                             | Tresty              | 6 min                                                                         | Rozhodčí: Steve Patafie Jyri Rönn Čároví: Pierre Dehaen Jon Killian |
| 33                                                                                                | 33                                                                                                | Střely              | 21                                                                            | Rozhodčí: Steve Patafie Jyri Rönn Čároví: Pierre Dehaen Jon Killian |

| 11. května 2014 16:30 | Bělorusko | 4:1 (0:1, 2:0, 2:0) | Kazachstán | Minsk Arena, Minsk Návštěvnost: 13 734 |  |

| Zpráva | |                     |                                     |                                                                            |
| Vitalij Koval | Vitalij Koval | Brankáři            | Vitalij Jeremejev                   | Rozhodčí: Lars Brüggemann Keith Kaval Čároví: Jimmy Dahmén Joep Leermakers |
| A. Stěpanov (M. Grabovskij) (PP) – 22:46 N. Stasenko (A. Stěpanov, R. Graborenko) – 30:08 S. Kosticyn (A. Jefimenko, O. Jevenko) (SH) – 41:25 A. Kaljužnyj (V. Děnisov, S. Kosticyn) (ENG) – 59:56 | A. Stěpanov (M. Grabovskij) (PP) – 22:46 N. Stasenko (A. Stěpanov, R. Graborenko) – 30:08 S. Kosticyn (A. Jefimenko, O. Jevenko) (SH) – 41:25 A. Kaljužnyj (V. Děnisov, S. Kosticyn) (ENG) – 59:56 | 0:1 1:1 2:1 3:1 4:1 | 04:12 – A. Gavrilin (A. Vasilčenko) | Rozhodčí: Lars Brüggemann Keith Kaval Čároví: Jimmy Dahmén Joep Leermakers |
| 12 min | 12 min | Tresty              | 12 min                              | Rozhodčí: Lars Brüggemann Keith Kaval Čároví: Jimmy Dahmén Joep Leermakers |
| 29 | 29 | Střely              | 20                                  | Rozhodčí: Lars Brüggemann Keith Kaval Čároví: Jimmy Dahmén Joep Leermakers |

| 11. května 2014 20:00 | Finsko | 2:4 (1:2, 1:2, 0:0) | Rusko | Minsk Arena, Minsk Návštěvnost: 13 934 |  |

| Zpráva                                                                                                | |                         | |                                                                         |
| Mikko Koskinen                                                                                        | Mikko Koskinen                                                                                        | Brankáři                | Sergej Bobrovskij | Rozhodčí: Mikael Nord Marcus Vinnerborg Čároví: Justin Hull Vít Lederer |
| J. Hietanen (P. Kontiola, J. Lehtera) (PP) – 09:13 J. Karalahti (O. Jokinen, V. Lajunen) (PP) – 39:08 | J. Hietanen (P. Kontiola, J. Lehtera) (PP) – 09:13 J. Karalahti (O. Jokinen, V. Lajunen) (PP) – 39:08 | 0:1 0:2 1:2 1:3 1:4 2:4 | 01:39 – V. Tichonov (A. Bělov, S. Kalinin) 04:38 – A. Ovečkin (D. Zaripov, D. Orlov) (PP2) 22:42 – N. Kuljomin (SH) 34:40 – S. Kalinin (D. Zaripov, V. Tichonov) | Rozhodčí: Mikael Nord Marcus Vinnerborg Čároví: Justin Hull Vít Lederer |
| 22 min                                                                                                | 22 min                                                                                                | Tresty                  | 14 min | Rozhodčí: Mikael Nord Marcus Vinnerborg Čároví: Justin Hull Vít Lederer |
| 36 | 36 | Střely                  | 26 | Rozhodčí: Mikael Nord Marcus Vinnerborg Čároví: Justin Hull Vít Lederer |

| 12. května 2014 15:45 | Švýcarsko | 3:4 (2:1, 0:1, 1:2) | Bělorusko | Minsk Arena, Minsk Návštěvnost: 13 207 |  |

| Zpráva                                                                                               | |                             | |                                                                             |
| Reto Berra                                                                                           | Reto Berra                                                                                           | Brankáři                    | Vitalij Koval | Rozhodčí: Martin Fraňo Daniel Piechaczek Čároví: Jon Killian André Schrader |
| Y. Weber (D. Brunner, R. Josi) (PP) – 06:13 R. Schäppi (SH) – 17:41 E. Froidevaux (M. Seger) – 43:59 | Y. Weber (D. Brunner, R. Josi) (PP) – 06:13 R. Schäppi (SH) – 17:41 E. Froidevaux (M. Seger) – 43:59 | 0:1 1:1 2:1 2:2 3:2 3:3 3:4 | 05:32 – S. Kosticyn (SH) 23:06 – A. Stas (D. Korobov, G. Platt) 49:49 – S. Kosticyn (A. Kaljužnyj, M. Grabovskij) 57:54 – M. Grabovskij | Rozhodčí: Martin Fraňo Daniel Piechaczek Čároví: Jon Killian André Schrader |
| 10 min                                                                                               | 10 min                                                                                               | Tresty                      | 8 min | Rozhodčí: Martin Fraňo Daniel Piechaczek Čároví: Jon Killian André Schrader |
| 31                                                                                                   | 31                                                                                                   | Střely                      | 23 | Rozhodčí: Martin Fraňo Daniel Piechaczek Čároví: Jon Killian André Schrader |

| 12. května 2014 19:45 | Rusko | 6:1 (2:0, 4:1, 0:0) | USA | Minsk Arena, Minsk Návštěvnost: 14 124 |  |

| Zpráva | |                             |                                  |                                                                                |
| Andrej Vasilevskij | Andrej Vasilevskij | Brankáři                    | Tim Thomas David Leggio          | Rozhodčí: Antonín Jeřábek Vladimír Šindler Čároví: Chris Carlson Pierre Dehaen |
| N. Kuljomin (J. Medveděv, A. Anisimov) – 06:06 A. Ovečkin (PS) – 18:47 V. Tichonov (A. Ovečkin, S. Plotnikov) – 20:20 J. Kuzněcov (J. Dadonov) – 29:07 S. Plotnikov (V. Tichonov) – 31:07 V. Tichonov (A. Ovečkin) – 39:14 | N. Kuljomin (J. Medveděv, A. Anisimov) – 06:06 A. Ovečkin (PS) – 18:47 V. Tichonov (A. Ovečkin, S. Plotnikov) – 20:20 J. Kuzněcov (J. Dadonov) – 29:07 S. Plotnikov (V. Tichonov) – 31:07 V. Tichonov (A. Ovečkin) – 39:14 | 1:0 2:0 3:0 3:1 4:1 5:1 6:1 | 20:57 – J. Abdelkader (J. Petry) | Rozhodčí: Antonín Jeřábek Vladimír Šindler Čároví: Chris Carlson Pierre Dehaen |
| 16 min | 16 min | Tresty                      | 12 min                           | Rozhodčí: Antonín Jeřábek Vladimír Šindler Čároví: Chris Carlson Pierre Dehaen |
| 23 | 23 | Střely                      | 40                               | Rozhodčí: Antonín Jeřábek Vladimír Šindler Čároví: Chris Carlson Pierre Dehaen |

| 13. května 2014 15:45 | Německo | 0:4 (0:2, 0:2, 0:0) | Finsko | Minsk Arena, Minsk Návštěvnost: 10 959 |  |

| Zpráva   |          |                 | |                                                                              |
| Rob Zepp | Rob Zepp | Brankáři        | Pekka Rinne | Rozhodčí: Martin Fraňo Konstantin Olenin Čároví: Justin Hull Miroslav Valach |
|          |          | 0:1 0:2 0:3 0:4 | 09:33 – P. Kontiola (J. Lehterä) 14:16 – J. Immonen (V. Lajunen, T. Huhtala) 31:54 – O. Palola (P. Kontiola) 32:24 – L. Komarov (J. Karalahti, A. Ohtamaa) | Rozhodčí: Martin Fraňo Konstantin Olenin Čároví: Justin Hull Miroslav Valach |
| 8 min    | 8 min    | Tresty          | 6 min | Rozhodčí: Martin Fraňo Konstantin Olenin Čároví: Justin Hull Miroslav Valach |
| 20       | 20       | Střely          | 29 | Rozhodčí: Martin Fraňo Konstantin Olenin Čároví: Justin Hull Miroslav Valach |

| 13. května 2014 19:45 | Kazachstán | 4:5 (2:1, 2:3, 0:1) | Lotyšsko | Minsk Arena, Minsk Návštěvnost: 10 870 |  |

| Zpráva | |                                     | |                                                                              |
| Vitalij Jeremejev | Vitalij Jeremejev | Brankáři                            | Edgars Masaļskis | Rozhodčí: Igor Dremelj Marcus Vinnerborg Čároví: Vít Lederer Joep Leermakers |
| T. Žajlauov (M. Semjonov, V. Krasnoslobodcev) – 04:43 J. Rjmarev (N. Antropov, R. Starčenko) – 19:45 N. Antropov (K. Dallman) (PP2) – 39:11 J. Blochin (N. Antropov, K. Dallman) (PP) – 39:55 | T. Žajlauov (M. Semjonov, V. Krasnoslobodcev) – 04:43 J. Rjmarev (N. Antropov, R. Starčenko) – 19:45 N. Antropov (K. Dallman) (PP2) – 39:11 J. Blochin (N. Antropov, K. Dallman) (PP) – 39:55 | 0:1 1:1 2:1 2:2 2:3 2:4 3:4 4:4 4:5 | 01:15 – M. Indrašis (J. Štāls, M. Rēdlihs) 23:41 – A. Kulda (M. Rēdlihs, R. Ķēniņš) 29:51 – A. Kulda (M. Indrašis) (PP) 34:07 – M. Rēdlihs (K. Sotnieks, K. Daugaviņš) 43:22 – J. Štāls (G. Galviņš) | Rozhodčí: Igor Dremelj Marcus Vinnerborg Čároví: Vít Lederer Joep Leermakers |
| 8 min | 8 min | Tresty                              | 18 min | Rozhodčí: Igor Dremelj Marcus Vinnerborg Čároví: Vít Lederer Joep Leermakers |
| 29 | 29 | Střely                              | 27 | Rozhodčí: Igor Dremelj Marcus Vinnerborg Čároví: Vít Lederer Joep Leermakers |

| 14. května 2014 15:45 | Švýcarsko | 3:2 (1:1, 2:1, 0:0) | Německo | Minsk Arena, Minsk Návštěvnost: 11 628 |  |

| Zpráva | |                     |                                                                                               |                                                                          |
| Reto Berra | Reto Berra | Brankáři            | Rob Zepp                                                                                      | Rozhodčí: Steve Patafie Aleksi Rantala Čároví: Jon Kilian Anton Semjonov |
| D. Brunner (R. Josi, Y. Weber) (PP) – 12:17 D. Hollenstein (R. Josi, L. Cunti) – 32:13 K. Romy (D. Brunner, S. Moser) – 36:27 | D. Brunner (R. Josi, Y. Weber) (PP) – 12:17 D. Hollenstein (R. Josi, L. Cunti) – 32:13 K. Romy (D. Brunner, S. Moser) – 36:27 | 1:0 1:1 2:1 3:1 3:2 | 13:57 – T. Oppenheimer (F. Hördler, K. Hospelt) 38:52 – T. Oppenheimer (S. Akdag, K. Hospelt) | Rozhodčí: Steve Patafie Aleksi Rantala Čároví: Jon Kilian Anton Semjonov |
| 6 min | 6 min | Tresty              | 6 min                                                                                         | Rozhodčí: Steve Patafie Aleksi Rantala Čároví: Jon Kilian Anton Semjonov |
| 25 | 25 | Střely              | 24                                                                                            | Rozhodčí: Steve Patafie Aleksi Rantala Čároví: Jon Kilian Anton Semjonov |

| 14. května 2014 19:45 | Rusko | 7:2 (1:0, 3:0, 3:2) | Kazachstán | Minsk Arena, Minsk Návštěvnost: 12 299 |  |

| Zpráva | |                                     |                                                                                           |                                                                              |
| Sergej Bobrovskij | Sergej Bobrovskij | Brankáři                            | Alexej Ivanov                                                                             | Rozhodčí: Daniel Piechaczek Jyri Rönn Čároví: André Schrader Sakari Suominen |
| S. Plotnikov (V. Tichonov, A. Ovečkin) (PP) – 14:24 J. Jakovlev (D. Zaripov, A. Bělov) (PP) – 22:07 D. Zaripov (V. Tichonov, S. Plotnikov) (PP) – 23:26 N. Kuljomin – 31:14 V. Tichonov (S. Plotnikov, A. Ovečkin) – 41:05 S. Plotnikov (V. Tichonov, D. Zaripov) (PP) – 59:17 A. Burmistrov (J. Kuzněcov, J. Dadonov) – 59:54 | S. Plotnikov (V. Tichonov, A. Ovečkin) (PP) – 14:24 J. Jakovlev (D. Zaripov, A. Bělov) (PP) – 22:07 D. Zaripov (V. Tichonov, S. Plotnikov) (PP) – 23:26 N. Kuljomin – 31:14 V. Tichonov (S. Plotnikov, A. Ovečkin) – 41:05 S. Plotnikov (V. Tichonov, D. Zaripov) (PP) – 59:17 A. Burmistrov (J. Kuzněcov, J. Dadonov) – 59:54 | 1:0 2:0 3:0 4:0 5:0 5:1 5:2 6:2 7:2 | 49:31 – M. Panšin (K. Dallman, N. Antropov) 53:33 – A. Spiridonov (J. Blochin, A. Ivanov) | Rozhodčí: Daniel Piechaczek Jyri Rönn Čároví: André Schrader Sakari Suominen |
| 4 min | 4 min | Tresty                              | 12 min                                                                                    | Rozhodčí: Daniel Piechaczek Jyri Rönn Čároví: André Schrader Sakari Suominen |
| 47 | 47 | Střely                              | 18                                                                                        | Rozhodčí: Daniel Piechaczek Jyri Rönn Čároví: André Schrader Sakari Suominen |

| 15. května 2014 15:45 | USA | 5:6 (1:2, 2:1, 2:3) | Lotyšsko | Minsk Arena, Minsk Návštěvnost: 11 814 |  |

| Zpráva | |                                             | |                                                                                       |
| Tim Thomas | Tim Thomas | Brankáři                                    | Kristers Gudļevskis | Rozhodčí: Vjačeslav Bulanov Konstantin Olenin Čároví: Joep Leermakers Miroslav Valach |
| C. Smith (J. Gardiner) – 16:39 B. Nelson (S. Jones) (PP) – 28:58 T. Johnson (C. Smith, J. Trouba) (PP) – 31:00 S. Jones (J. Abdelkader) – 53:26 B. Nelson (J. Gaudreau, S. Jones) (EA) – 58:30 | C. Smith (J. Gardiner) – 16:39 B. Nelson (S. Jones) (PP) – 28:58 T. Johnson (C. Smith, J. Trouba) (PP) – 31:00 S. Jones (J. Abdelkader) – 53:26 B. Nelson (J. Gaudreau, S. Jones) (EA) – 58:30 | 0:1 1:1 1:2 1:3 2:3 3:3 3:4 4:4 4:5 4:6 5:6 | 15:39 – G. Meija (A. Bērziņš) 18:57 – M. Rēdlihs (R. Ķēniņš, K. Daugaviņš) 28:08 – A. Ņiživijs (H. Vasiļjevs) (PP) 51:25 – K. Daugaviņš (J. Rēdlihs) 54:35 – Z. Girgensons (G. Meija) 57:39 – H. Vasiļjevs (M. Cipulis) | Rozhodčí: Vjačeslav Bulanov Konstantin Olenin Čároví: Joep Leermakers Miroslav Valach |
| 20 min | 20 min | Tresty                                      | 16 min | Rozhodčí: Vjačeslav Bulanov Konstantin Olenin Čároví: Joep Leermakers Miroslav Valach |
| 36 | 36 | Střely                                      | 25 | Rozhodčí: Vjačeslav Bulanov Konstantin Olenin Čároví: Joep Leermakers Miroslav Valach |

| 15. května 2014 19:45 | Finsko | 2:0 (1:0, 0:0, 1:0) | Bělorusko | Minsk Arena, Minsk Návštěvnost: 14 447 |  |

| Zpráva                                                                                            |                                                                                                   |          |               |                                                                        |
| Pekka Rinne                                                                                       | Pekka Rinne                                                                                       | Brankáři | Kevin Lalande | Rozhodčí: Lars Brüggemann Keith Kaval Čároví: Jimmy Dahmén Vít Lederer |
| P. Kontiola (T. Mäntylä, P. Rinne) – 16:30 P. Kontiola (J. Lehterä, O. Jokinen) (PP, ENG) – 59:44 | P. Kontiola (T. Mäntylä, P. Rinne) – 16:30 P. Kontiola (J. Lehterä, O. Jokinen) (PP, ENG) – 59:44 | 1:0 2:0  |               | Rozhodčí: Lars Brüggemann Keith Kaval Čároví: Jimmy Dahmén Vít Lederer |
| 12 min                                                                                            | 12 min                                                                                            | Tresty   | 8 min         | Rozhodčí: Lars Brüggemann Keith Kaval Čároví: Jimmy Dahmén Vít Lederer |
| 15                                                                                                | 15                                                                                                | Střely   | 15            | Rozhodčí: Lars Brüggemann Keith Kaval Čároví: Jimmy Dahmén Vít Lederer |

| 16. května 2014 15:45 | USA | 4:3 PP (1:1, 2:1, 0:1 ; 1:0) | Kazachstán | Minsk Arena, Minsk Návštěvnost: 10 779 |  |

| Zpráva | |                             | |                                                                         |
| Tim Thomas | Tim Thomas | Brankáři                    | Alexej Ivanov | Rozhodčí: Mikael Nord Maxim Sidorenko Čároví: Nicolas Fluri Vít Lederer |
| C. Smith (B. Nelson, S. Jones) (PP) – 18:38 S. Jones (C. Smith) (PP) – 23:44 M. Donovan (J. Gaudreau) – 35:02 S. Jones (D. DeKeyser, J. Gaudreau) – 61:05 | C. Smith (B. Nelson, S. Jones) (PP) – 18:38 S. Jones (C. Smith) (PP) – 23:44 M. Donovan (J. Gaudreau) – 35:02 S. Jones (D. DeKeyser, J. Gaudreau) – 61:05 | 0:1 1:1 1:2 2:2 3:2 3:3 4:3 | 14:23 – R. Starčenko (D. Upper, K. Dallman (PP) 21:21 – K. Romanov (M. Panšin, A. Lakiza) 53:10 – R. Starčenko (N. Antropov) | Rozhodčí: Mikael Nord Maxim Sidorenko Čároví: Nicolas Fluri Vít Lederer |
| 8 min | 8 min | Tresty                      | 14 min | Rozhodčí: Mikael Nord Maxim Sidorenko Čároví: Nicolas Fluri Vít Lederer |
| 40 | 40 | Střely                      | 25 | Rozhodčí: Mikael Nord Maxim Sidorenko Čároví: Nicolas Fluri Vít Lederer |

| 16. května 2014 19:45 | Finsko | 3:2 SN (1:0, 1:0, 0:2 ; 0:0 ; 1:0) | Švýcarsko | Minsk Arena, Minsk Návštěvnost: 12 630 |  |

| Zpráva | |                                    | |                                                                            |
| Pekka Rinne | Pekka Rinne | Brankáři                           | Reto Berra | Rozhodčí: Martin Fraňo Antonín Jeřábek Čároví: Ivan Děďulja André Schrader |
| T. Kivistö (J. Immonen, M. Salomäki) – 05:14 O. Jokinen (E. Haula) – 32:26 J. Immonen J. Lehterä E. Haula P. Kontiola I. Pakarinen | T. Kivistö (J. Immonen, M. Salomäki) – 05:14 O. Jokinen (E. Haula) – 32:26 J. Immonen J. Lehterä E. Haula P. Kontiola I. Pakarinen | 1:0 2:0 2:1 2:2 Samostatné nájezdy | 41:57 – R. Suri (K. Fiala) 56:35 – R. Josi (K. Romy, R. Suri) D. Brunner D. Hollenstein R. Suri K. Fiala D. Brunner | Rozhodčí: Martin Fraňo Antonín Jeřábek Čároví: Ivan Děďulja André Schrader |
| 2 min | 2 min | Tresty                             | 4 min | Rozhodčí: Martin Fraňo Antonín Jeřábek Čároví: Ivan Děďulja André Schrader |
| 25 | 25 | Střely                             | 28 | Rozhodčí: Martin Fraňo Antonín Jeřábek Čároví: Ivan Děďulja André Schrader |

| 17. května 2014 11:45 | Lotyšsko | 1:4 (1:3, 0:1, 0:0) | Rusko | Minsk Arena, Minsk Návštěvnost: 14 427 |  |

| Zpráva                         |                                |                     | |                                                                             |
| Kristers Gudļevskis            | Kristers Gudļevskis            | Brankáři            | Sergej Bobrovskij | Rozhodčí: Lars Brüggemann Aleksi Rantala Čároví: Paul Carnathan Jon Killian |
| M. Indrašis (J. Štāls) – 07:30 | M. Indrašis (J. Štāls) – 07:30 | 1:0 1:1 1:2 1:3 1:4 | 10:55 – V. Tichonov 15:23 – S. Širokov (J. Medveděv, V. Tichonov) 18:12 – V. Tichonov (S. Plotnikov, A. Ovečkin) (PP) 28:04 – S. Kalinin (A. Kutuzov) | Rozhodčí: Lars Brüggemann Aleksi Rantala Čároví: Paul Carnathan Jon Killian |
| 33 min                         | 33 min                         | Tresty              | 6 min | Rozhodčí: Lars Brüggemann Aleksi Rantala Čároví: Paul Carnathan Jon Killian |
| 15                             | 15                             | Střely              | 43 | Rozhodčí: Lars Brüggemann Aleksi Rantala Čároví: Paul Carnathan Jon Killian |

| 17. května 2014 15:45 | Bělorusko | 5:2 (1:2, 1:0, 3:0) | Německo | Minsk Arena, Minsk Návštěvnost: 14 478 |  |

| Zpráva | |                             |                                                           |                                                                             |
| Vitalij Koval | Vitalij Koval | Brankáři                    | Rob Zepp                                                  | Rozhodčí: Roman Gofman Marcus Vinnerborg Čároví: Jimmy Dahmén Nicolas Fluri |
| A. Stěpanov (M. Grabovskij, A. Kaljužnyj) (PP) – 15:27 A. Ugarov (A. Stěpanov) – 34:23 M. Grabovskij (S. Kosticyn, A. Kaljužnyj) – 42:55 G. Platt (N. Stasenko, A. Stals) – 44:05 M. Grabovskij (S. Kosticyn) – 49:54 | A. Stěpanov (M. Grabovskij, A. Kaljužnyj) (PP) – 15:27 A. Ugarov (A. Stěpanov) – 34:23 M. Grabovskij (S. Kosticyn, A. Kaljužnyj) – 42:55 G. Platt (N. Stasenko, A. Stals) – 44:05 M. Grabovskij (S. Kosticyn) – 49:54 | 0:1 0:2 1:2 2:2 3:2 4:2 5:2 | 08:04 – K. Hospelt 11:53 – A. Barta (F. Schütz, F. Mauer) | Rozhodčí: Roman Gofman Marcus Vinnerborg Čároví: Jimmy Dahmén Nicolas Fluri |
| 29 min | 29 min | Tresty                      | 2 min                                                     | Rozhodčí: Roman Gofman Marcus Vinnerborg Čároví: Jimmy Dahmén Nicolas Fluri |
| 16 | 16 | Střely                      | 19                                                        | Rozhodčí: Roman Gofman Marcus Vinnerborg Čároví: Jimmy Dahmén Nicolas Fluri |

| 17. května 2014 19:45 | Švýcarsko | 6:2 (2:0, 2:0, 2:2) | Kazachstán | Minsk Arena, Minsk Návštěvnost: 11 739 |  |

| Zpráva | |                                 | |                                                                        |
| Reto Berra | Reto Berra | Brankáři                        | Vitalij Jeremejev Alexej Ivanov                                                                                   | Rozhodčí: Igor Dremelj Martin Fraňo Čároví: Ivan Děďulja Pierre Dehaen |
| D. Kukan (SH) – 09:44< D. Hollenstein (M. Seger, A. Ambühl) (PP) – 14:06 Y. Weber (R. Josi) (PP) – 27:22 A. Ambühl (D. Hollenstein) (PP) – 37:33 L. Cunti (R. Josi, S. Moser) (PP) – 43:16 E. Blum (L. Cunti, D. Brunner) – 46:05 | D. Kukan (SH) – 09:44< D. Hollenstein (M. Seger, A. Ambühl) (PP) – 14:06 Y. Weber (R. Josi) (PP) – 27:22 A. Ambühl (D. Hollenstein) (PP) – 37:33 L. Cunti (R. Josi, S. Moser) (PP) – 43:16 E. Blum (L. Cunti, D. Brunner) – 46:05 | 1:0 2:0 3:0 4:0 5:0 6:0 6:1 6:2 | 50:22 – V. Krasnoslobodcev (K. Dallman, E. Blochin) (PP) 59:32 – J. Rjmarev (V. Krasnoslobodcev, E. Blochin) (PP) | Rozhodčí: Igor Dremelj Martin Fraňo Čároví: Ivan Děďulja Pierre Dehaen |
| 12 min | 12 min | Tresty                          | 45 min | Rozhodčí: Igor Dremelj Martin Fraňo Čároví: Ivan Děďulja Pierre Dehaen |
| 40 | 40 | Střely                          | 25 | Rozhodčí: Igor Dremelj Martin Fraňo Čároví: Ivan Děďulja Pierre Dehaen |

| 18. května 2014 15:45 | USA | 3:1 (1:0, 0:0, 2:1) | Finsko | Minsk Arena, Minsk Návštěvnost: 13 030 |  |

| Zpráva                                                                                                   | |                 |                                              |                                                                                 |
| Tim Thomas                                                                                               | Tim Thomas                                                                                               | Brankáři        | Pekka Rinne                                  | Rozhodčí: Lars Brüggemann Vjačeslav Bulanov Čároví: Justin Hull Miroslav Valach |
| B. Nelson (S. Jones) – 00:19 T. Johnson (C. Smith, S. Jones) – 46:42 T. Johnson (D. Shore) (ENG) – 59:14 | B. Nelson (S. Jones) – 00:19 T. Johnson (C. Smith, S. Jones) – 46:42 T. Johnson (D. Shore) (ENG) – 59:14 | 1:0 2:0 2:1 3:1 | 56:46 – T. Mäntylä (J. Immonen, J. Hietanen) | Rozhodčí: Lars Brüggemann Vjačeslav Bulanov Čároví: Justin Hull Miroslav Valach |
| 10 min                                                                                                   | 10 min                                                                                                   | Tresty          | 8 min                                        | Rozhodčí: Lars Brüggemann Vjačeslav Bulanov Čároví: Justin Hull Miroslav Valach |
| 24 | 24 | Střely          | 23                                           | Rozhodčí: Lars Brüggemann Vjačeslav Bulanov Čároví: Justin Hull Miroslav Valach |

| 18. května 2014 19:45 | Rusko | 3:0 (0:0, 0:0, 3:0) | Německo | Minsk Arena, Minsk Návštěvnost: 14 021 |  |

| Zpráva | |             |                  |                                                                             |
| Andrej Vasilevskij | Andrej Vasilevskij | Brankáři    | Philipp Grubauer | Rozhodčí: Igor Dremelj Vladimír Šindler Čároví: Vít Lederer Joep Leermakers |
| V. Šipačjov (J. Jakovlev, S. Plotnikov) (PP) – 43:58 S. Širokov (D. Zaripov, A. Anisimov) – 50:10 V. Tichonov (A. Anisimov) (ENG) – 59:15 | V. Šipačjov (J. Jakovlev, S. Plotnikov) (PP) – 43:58 S. Širokov (D. Zaripov, A. Anisimov) – 50:10 V. Tichonov (A. Anisimov) (ENG) – 59:15 | 1:0 2:0 3:0 |                  | Rozhodčí: Igor Dremelj Vladimír Šindler Čároví: Vít Lederer Joep Leermakers |
| 8 min | 8 min | Tresty      | 12 min           | Rozhodčí: Igor Dremelj Vladimír Šindler Čároví: Vít Lederer Joep Leermakers |
| 31 | 31 | Střely      | 27               | Rozhodčí: Igor Dremelj Vladimír Šindler Čároví: Vít Lederer Joep Leermakers |

| 19. května 2014 15:45 | Kazachstán | 3:4 (2:2, 0:2, 1:0) | Finsko | Minsk Arena, Minsk Návštěvnost: 12 119 |  |

| Zpráva | |                             | |                                                                      |
| Alexej Ivanov Pavel Polujektov | Alexej Ivanov Pavel Polujektov | Brankáři                    | Pekka Rinne | Rozhodčí: Mikael Nord Steve Patafie Čároví: Pierre Dehaen Jon Kilian |
| J. Rjmarev (F. Polisčuk, V. Krasnoslobodcev) – 14:32 F. Polisčuk (J. Rjmarev, V. Krasnoslobodcev) (PP) – 15:51 K. Romanov (T. Žajlauov) (PP, EA) – 59:31 | J. Rjmarev (F. Polisčuk, V. Krasnoslobodcev) – 14:32 F. Polisčuk (J. Rjmarev, V. Krasnoslobodcev) (PP) – 15:51 K. Romanov (T. Žajlauov) (PP, EA) – 59:31 | 0:1 1:1 2:1 2:2 2:3 2:4 3:4 | 07:53 – O. Palola (J. Lehterä, L. Komarov) (PP) 19:18 – J. Lehterä (J. Karalahti) 27:24 – O. Jokinen (P. Kontiola, T. Mäntylä) (PP) 39:57 – J. Immonen (O. Jokinen, P. Jormakka) | Rozhodčí: Mikael Nord Steve Patafie Čároví: Pierre Dehaen Jon Kilian |
| 8 min | 8 min | Tresty                      | 14 min | Rozhodčí: Mikael Nord Steve Patafie Čároví: Pierre Dehaen Jon Kilian |
| 28 | 28 | Střely                      | 33 | Rozhodčí: Mikael Nord Steve Patafie Čároví: Pierre Dehaen Jon Kilian |

| 19. května 2014 19:45 | Lotyšsko | 1:3 (0:2, 1:0, 0:1) | Bělorusko | Minsk Arena, Minsk Návštěvnost: 14 531 |  |

| Zpráva                               |                                      |                 | |                                                                           |
| Edgars Masaļskis                     | Edgars Masaļskis                     | Brankáři        | Kevin Lalande | Rozhodčí: Antonín Jeřábek Keith Kaval Čároví: Chris Carlson Masi Puolakka |
| A. Kulda (A. Ņiživijs) (PP2) – 33:49 | A. Kulda (A. Ņiživijs) (PP2) – 33:49 | 0:1 0:2 1:2 1:3 | 08:07 – G. Platt (R. Graborenko, A. Stas) 08:40 – M. Grabovskij (A. Kaljužnyj, D. Korobov) 59:59 – S. Kosticyn (ENG) | Rozhodčí: Antonín Jeřábek Keith Kaval Čároví: Chris Carlson Masi Puolakka |
| 44 min                               | 44 min                               | Tresty          | 18 min | Rozhodčí: Antonín Jeřábek Keith Kaval Čároví: Chris Carlson Masi Puolakka |
| 19                                   | 19                                   | Střely          | 16 | Rozhodčí: Antonín Jeřábek Keith Kaval Čároví: Chris Carlson Masi Puolakka |

| 20. května 2014 11:45 | Německo | 4:5 (0:0, 3:3, 1:2) | USA | Minsk Arena, Minsk Návštěvnost: 11 845 |  |

| Zpráva | |                                     | |                                                                            |
| Danny aus den Birken | Danny aus den Birken | Brankáři                            | Tim Thomas | Rozhodčí: Vjačeslav Bulanov Martin Fraňo Čároví: Nicolas Fluri Jon Killian |
| A. Weiss – 23:32 K. Hospelt (T. Oppenheimer, L. Draisaitl) (PP) – 30:29 L. Draisaitl (T. Ankert) – 35:13 T. Rieder (L. Draisaitl, K. Hospelt) (PP) (EA) – 58:03 | A. Weiss – 23:32 K. Hospelt (T. Oppenheimer, L. Draisaitl) (PP) – 30:29 L. Draisaitl (T. Ankert) – 35:13 T. Rieder (L. Draisaitl, K. Hospelt) (PP) (EA) – 58:03 | 0:1 1:1 1:2 2:2 2:3 3:3 3:4 3:5 4:5 | 21:44 – J. Abdelkader (T. Stapleton, J. Gaudreau) 27:18 – D. Shore (J. Petry) (SH) 32:53 – M. Donovan (J. Gaudreau, J. Gardiner) (PP) 42:24 – J. Gaudreau (J. Gardiner) (PP) 55:44 – J. Abdelkader (J. Gaudreau) | Rozhodčí: Vjačeslav Bulanov Martin Fraňo Čároví: Nicolas Fluri Jon Killian |
| 8 min | 8 min | Tresty                              | 14 min | Rozhodčí: Vjačeslav Bulanov Martin Fraňo Čároví: Nicolas Fluri Jon Killian |
| 28 | 28 | Střely                              | 36 | Rozhodčí: Vjačeslav Bulanov Martin Fraňo Čároví: Nicolas Fluri Jon Killian |

| 20. května 2014 15:45 | Lotyšsko | 2:3 (0:2, 1:1, 1:0) | Švýcarsko | Minsk Arena, Minsk Návštěvnost: 12 868 |  |

| Zpráva                                                                                        |                                                                                               |                     | |                                                                            |
| Kristers Gudļevskis                                                                           | Kristers Gudļevskis                                                                           | Brankáři            | Reto Berra | Rozhodčí: Jyri Rönn Marcus Vinnerborg Čároví: Jimmy Dahmén Miroslav Valach |
| K. Jass (A. Džeriņš, A. Kulda) – 21:57 Z. Girgensons (K. Sotnieks, H. Vasiļjevs) (EA) – 57:37 | K. Jass (A. Džeriņš, A. Kulda) – 21:57 Z. Girgensons (K. Sotnieks, H. Vasiļjevs) (EA) – 57:37 | 0:1 0:2 0:3 1:3 2:3 | 08:39 – D. Brunner (L. Cunti, D. Hollenstein) 10:39 – D. Schlumpf (A. Ambühl) 20:27 – Y. Weber (R. Josi, A. Ambühl) | Rozhodčí: Jyri Rönn Marcus Vinnerborg Čároví: Jimmy Dahmén Miroslav Valach |
| 8 min                                                                                         | 8 min                                                                                         | Tresty              | 12 min | Rozhodčí: Jyri Rönn Marcus Vinnerborg Čároví: Jimmy Dahmén Miroslav Valach |
| 28                                                                                            | 28                                                                                            | Střely              | 26 | Rozhodčí: Jyri Rönn Marcus Vinnerborg Čároví: Jimmy Dahmén Miroslav Valach |

| 20. května 2014 19:45 | Rusko | 2:1 (0:0, 2:0, 0:1) | Bělorusko | Minsk Arena, Minsk Návštěvnost: 14 679 |  |

| Zpráva                                                                                  |                                                                                         |             |                                             |                                                                            |
| Sergej Bobrovskij                                                                       | Sergej Bobrovskij                                                                       | Brankáři    | Vitalij Koval Kevin Lalande                 | Rozhodčí: Mikael Nord Steve Patafie Čároví: Paul Carnathan Sakari Suominen |
| S. Plotnikov (V. Šipačjov, V. Tichonov) (PP) – 32:46 V. Šipačjov (S. Plotnikov) – 35:47 | S. Plotnikov (V. Šipačjov, V. Tichonov) (PP) – 32:46 V. Šipačjov (S. Plotnikov) – 35:47 | 1:0 2:0 2:1 | 45:49 – V. Děnisov (A. Kitarov, D. Korobov) | Rozhodčí: Mikael Nord Steve Patafie Čároví: Paul Carnathan Sakari Suominen |
| 10 min                                                                                  | 10 min                                                                                  | Tresty      | 8 min                                       | Rozhodčí: Mikael Nord Steve Patafie Čároví: Paul Carnathan Sakari Suominen |
| 27                                                                                      | 27                                                                                      | Střely      | 20                                          | Rozhodčí: Mikael Nord Steve Patafie Čároví: Paul Carnathan Sakari Suominen |

## Play off

### Pavouk
|  | Čtvrtfinále 1 |               |               |  |      |              |              |              |  |               |               |               |   |
|  | A1            | Kanada        | 2             |  |      |              |              |              |  |               |               |               |   |
|  | B4            | Finsko        | 3             |  |      | Semifinále 1 | Semifinále 1 | Semifinále 1 |  |               |               |               |   |
|  |               |               |               |  |      | ČTF1         | Finsko       | 3            |  |               |               |               |   |
|  | Čtvrtfinále 2 | Čtvrtfinále 2 | Čtvrtfinále 2 |  | ČTF2 | Česko        | 0            |              |  |               |               |               |   |
|  | B2            | USA           | 3             |  |      |              |              |              |  |               |               |               |   |
|  | A3            | Česko         | 4             |  |      |              |              |              |  | Finále        | Finále        | Finále        |   |
|  |               |               |               |  |      |              |              |              |  |               | VSF1          | Rusko         | 5 |
|  | Čtvrtfinále 3 | Čtvrtfinále 3 | Čtvrtfinále 3 |  |      |              |              |              |  |               | VSF2          | Finsko        | 2 |
|  | B1            | Rusko         | 3             |  |      |              |              |              |  |               |               |               |   |
|  | A4            | Francie       | 0             |  |      | Semifinále 2 | Semifinále 2 | Semifinále 2 |  | Zápas o bronz | Zápas o bronz | Zápas o bronz |   |
|  |               |               |               |  |      | ČTF3         | Rusko        | 3            |  | PSF1          | Švédsko       | 3             |   |
|  | Čtvrtfinále 4 | Čtvrtfinále 4 | Čtvrtfinále 4 |  | ČTF4 | Švédsko      | 1            |              |  | PSF2          | Česko         | 0             |   |
|  | A2            | Švédsko       | 3             |  |      |              |              |              |  |               |               |               |   |
|  | B3            | Bělorusko     | 2             |  |      |              |              |              |  |               |               |               |   |

### Čtvrtfinále
| 22. května 2014 15:00 | USA | 3:4 (1:1, 0:3, 2:0) | Česko | Čižovka-Arena, Minsk Návštěvnost: 8 234 |  |

| Zpráva | |                             | |                                                                             |
| Tim Thomas | Tim Thomas | Brankáři                    | Alexander Salák | Rozhodčí: Mikael Nord Marcus Vinnerborg Čároví: Justin Hull Sakari Suominen |
| B. Nelson (P. Mueller, S. Jones) (PP) – 06:54 T. Johnson (P. Mueller, S. Jones) (EA) – 58:50 T. Johnson (P. Mueller, C. Smith) (EA) – 59:03 | B. Nelson (P. Mueller, S. Jones) (PP) – 06:54 T. Johnson (P. Mueller, S. Jones) (EA) – 58:50 T. Johnson (P. Mueller, C. Smith) (EA) – 59:03 | 1:0 1:1 1:2 1:3 1:4 2:4 3:4 | 09:25 – T. Rolinek 26:51 – T. Hertl (J. Novotný) (PP) 28:06 – R. Červenka (P. Zámorský, J. Kolář) (PP) 36:19 – O. Němec (J. Novotný, J. Jágr) | Rozhodčí: Mikael Nord Marcus Vinnerborg Čároví: Justin Hull Sakari Suominen |
| 41 min | 41 min | Tresty                      | 14 min | Rozhodčí: Mikael Nord Marcus Vinnerborg Čároví: Justin Hull Sakari Suominen |
| 34 | 34 | Střely                      | 33 | Rozhodčí: Mikael Nord Marcus Vinnerborg Čároví: Justin Hull Sakari Suominen |

| 22. května 2014 16:00 | Rusko | 3:0 (1:0, 1:0, 1:0) | Francie | Minsk Arena, Minsk Návštěvnost: 14 011 |  |

| Zpráva | |             |                |                                                                         |
| Sergej Bobrovskij | Sergej Bobrovskij | Brankáři    | Cristobal Huet | Rozhodčí: Antonín Jeřábek Keith Kaval Čároví: Chris Carlson Vít Lederer |
| A. Anisimov (J. Jakovlev) – 04:21 J. Malkin (N. Kuljomin, V. Tichonov ) (PP) – 20:52 A. Kutuzov (N. Kuljomin, J. Malkin) – 47:36 | A. Anisimov (J. Jakovlev) – 04:21 J. Malkin (N. Kuljomin, V. Tichonov ) (PP) – 20:52 A. Kutuzov (N. Kuljomin, J. Malkin) – 47:36 | 1:0 2:0 3:0 |                | Rozhodčí: Antonín Jeřábek Keith Kaval Čároví: Chris Carlson Vít Lederer |
| 12 min | 12 min | Tresty      | 18 min         | Rozhodčí: Antonín Jeřábek Keith Kaval Čároví: Chris Carlson Vít Lederer |
| 28 | 28 | Střely      | 16             | Rozhodčí: Antonín Jeřábek Keith Kaval Čároví: Chris Carlson Vít Lederer |

| 22. května 2014 19:00 | Kanada | 2:3 (0:1, 2:0, 0:2) | Finsko | Čižovka-Arena, Minsk Návštěvnost: 8 671 |  |

| Zpráva                                           |                                                  |                     | |                                                                                   |
| Ben Scrivens                                     | Ben Scrivens                                     | Brankáři            | Pekka Rinne | Rozhodčí: Lars Brüggemann Konstantin Olenin Čároví: Paul Carnathan André Schrader |
| K. Turris (M. Read) – 25:41 M. Scheifele – 32:08 | K. Turris (M. Read) – 25:41 M. Scheifele – 32:08 | 0:1 1:1 2:1 2:2 2:3 | 06:14 – O. Palola (J. Hietanen, J. Lehterä) (PP) 40:28 – J. Hietanen (J. Lehterä, P. Kontiola) 56:52 – I. Pakarinen (J. Lehterä) | Rozhodčí: Lars Brüggemann Konstantin Olenin Čároví: Paul Carnathan André Schrader |
| 6 min                                            | 6 min                                            | Tresty              | 12 min | Rozhodčí: Lars Brüggemann Konstantin Olenin Čároví: Paul Carnathan André Schrader |
| 38                                               | 38                                               | Střely              | 26 | Rozhodčí: Lars Brüggemann Konstantin Olenin Čároví: Paul Carnathan André Schrader |

| 22. května 2014 20:00 | Švédsko | 3:2 (1:0, 1:2, 1:0) | Bělorusko | Minsk Arena, Minsk Návštěvnost: 14 598 |  |

| Zpráva | |                     |                                                                             |                                                                            |
| Anders Nilsson | Anders Nilsson | Brankáři            | Kevin Lalande                                                               | Rozhodčí: Vjačeslav Bulanov Jyri Rönn Čároví: Pierre Dehaen Anton Semjonov |
| N. Danielsson (M. Ekholm, L. Klasen) (PP) – 13:41 J. Ericsson (M. Nygren, M. Backlund) (PP) – 37:27 M. Ekholm – 53:38 | N. Danielsson (M. Ekholm, L. Klasen) (PP) – 13:41 J. Ericsson (M. Nygren, M. Backlund) (PP) – 37:27 M. Ekholm – 53:38 | 1:0 1:1 1:2 2:2 3:2 | 25:39 – G. Platt (A. Kaljužnyj, O. Jevenko) 34:14 – A. Jefimenko (G. Platt) | Rozhodčí: Vjačeslav Bulanov Jyri Rönn Čároví: Pierre Dehaen Anton Semjonov |
| 6 min | 6 min | Tresty              | 8 min                                                                       | Rozhodčí: Vjačeslav Bulanov Jyri Rönn Čároví: Pierre Dehaen Anton Semjonov |
| 25 | 25 | Střely              | 23                                                                          | Rozhodčí: Vjačeslav Bulanov Jyri Rönn Čároví: Pierre Dehaen Anton Semjonov |

### Semifinále
| 24. května 2014 13:45 | Rusko | 3:1 (2:1, 1:0, 0:0) | Švédsko | Minsk Arena, Minsk Návštěvnost: 14 521 |  |

| Zpráva | |                 |                                               |                                                                                |
| Sergej Bobrovskij | Sergej Bobrovskij | Brankáři        | Anders Nilsson                                | Rozhodčí: Keith Kaval Vladimír Šindler Čároví: Sakari Suominen Miroslav Valach |
| S. Plotnikov (J. Medveděv, V. Šipačjov) – 13:25 S. Širokov (D. Zaripov, J. Medveděv) – 18:00 A. Bělov (D. Zaripov, A. Ovečkin) – 31:02 | S. Plotnikov (J. Medveděv, V. Šipačjov) – 13:25 S. Širokov (D. Zaripov, J. Medveděv) – 18:00 A. Bělov (D. Zaripov, A. Ovečkin) – 31:02 | 0:1 1:1 2:1 3:1 | 00:19 – O. Möller (J. Lindström, M. Backlund) | Rozhodčí: Keith Kaval Vladimír Šindler Čároví: Sakari Suominen Miroslav Valach |
| 10 min | 10 min | Tresty          | 37 min                                        | Rozhodčí: Keith Kaval Vladimír Šindler Čároví: Sakari Suominen Miroslav Valach |
| 34 | 34 | Střely          | 23                                            | Rozhodčí: Keith Kaval Vladimír Šindler Čároví: Sakari Suominen Miroslav Valach |

| 24. května 2014 17:45 | Česko | 0:3 (0:1, 0:1, 0:1) | Finsko | Minsk Arena, Minsk Návštěvnost: 14 378 |  |

| Zpráva          |                 |             | |                                                                                 |
| Alexander Salák | Alexander Salák | Brankáři    | Pekka Rinne | Rozhodčí: Lars Brüggemann Vjačeslav Bulanov Čároví: Jimmy Dahmén Anton Semjonov |
|                 |                 | 0:1 0:2 0:3 | 08:57 – J. Lehterä (J. Hietanen, P. Kontiola) 31:02 – J. Immonen (P. Kontiola, J. Karalahti) (PP) 59:49 – J. Lehterä (L. Komarov, J. Immonen) (ENG) | Rozhodčí: Lars Brüggemann Vjačeslav Bulanov Čároví: Jimmy Dahmén Anton Semjonov |
| 10 min          | 10 min          | Tresty      | 6 min | Rozhodčí: Lars Brüggemann Vjačeslav Bulanov Čároví: Jimmy Dahmén Anton Semjonov |
| 20              | 20              | Střely      | 26 | Rozhodčí: Lars Brüggemann Vjačeslav Bulanov Čároví: Jimmy Dahmén Anton Semjonov |

### Zápas o 3. místo
| 25. května 2014 15:30 | Švédsko | 3:0 (2:0, 0:0, 1:0) | Česko | Minsk Arena, Minsk Návštěvnost: 14 001 |  |

| Zpráva | |             |                 |                                                                               |
| Anders Nilsson | Anders Nilsson | Brankáři    | Alexander Salák | Rozhodčí: Vjačeslav Bulanov Jyri Rönn Čároví: Sakari Suominen Miroslav Valach |
| J. Lindström (N. Andersén, O. Möller) – 04:28 S. Hjalmarsson (M. Ekholm, N. Danielsson) – 15:44 M. Backlund (E. Gustafsson, J. Lindström) - 48:22 | J. Lindström (N. Andersén, O. Möller) – 04:28 S. Hjalmarsson (M. Ekholm, N. Danielsson) – 15:44 M. Backlund (E. Gustafsson, J. Lindström) - 48:22 | 1:0 2:0 3:0 |                 | Rozhodčí: Vjačeslav Bulanov Jyri Rönn Čároví: Sakari Suominen Miroslav Valach |
| 14 min | 14 min | Tresty      | 10 min          | Rozhodčí: Vjačeslav Bulanov Jyri Rönn Čároví: Sakari Suominen Miroslav Valach |
| 24 | 24 | Střely      | 29              | Rozhodčí: Vjačeslav Bulanov Jyri Rönn Čároví: Sakari Suominen Miroslav Valach |

### Finále
| 25. května 2014 20:00 | Rusko | 5:2 (1:1, 2:1, 2:0) | Finsko | Minsk Arena, Minsk Návštěvnost: 15 112 |  |

| Zpráva | |                             |                                                                                    |                                                                            |
| Sergej Bobrovskij | Sergej Bobrovskij | Brankáři                    | Pekka Rinne                                                                        | Rozhodčí: Lars Brüggemann Keith Kaval Čároví: Chris Carlson André Schrader |
| S. Širokov (D. Zaripov) – 10:45 A. Ovečkin (V. Šipačjov) – 27:34 J. Malkin (D. Zaripov) (PP2) – 35:38 D. Zaripov (S. Širokov) (PP) – 44:24 V. Tichonov (A. Kutuzov, N. Kuljomin) (PP) – 55:53 | S. Širokov (D. Zaripov) – 10:45 A. Ovečkin (V. Šipačjov) – 27:34 J. Malkin (D. Zaripov) (PP2) – 35:38 D. Zaripov (S. Širokov) (PP) – 44:24 V. Tichonov (A. Kutuzov, N. Kuljomin) (PP) – 55:53 | 1:0 1:1 1:2 2:2 3:2 4:2 5:2 | 19:57 – I. Pakarinen (J. Lehterä) 26:51 – O. Palola (P. Jormakka, J. Lehterä) (PP) | Rozhodčí: Lars Brüggemann Keith Kaval Čároví: Chris Carlson André Schrader |
| 12 min | 12 min | Tresty                      | 28 min                                                                             | Rozhodčí: Lars Brüggemann Keith Kaval Čároví: Chris Carlson André Schrader |
| 39 | 39 | Střely                      | 26                                                                                 | Rozhodčí: Lars Brüggemann Keith Kaval Čároví: Chris Carlson André Schrader |

## Konečné pořadí
| Poř.             | Tým        | Z  | V  | VP | PP | P | GV | GI | +/- | B  | Soupiska | Konečný výsledek                                  |
| ---------------- | ---------- | -- | -- | -- | -- | - | -- | -- | --- | -- | -------- | ------------------------------------------------- |
| Zlatá medaile    | Rusko      | 10 | 10 | 0  | 0  | 0 | 42 | 10 | +32 | 30 | Soupiska | Šampioni                                          |
| Stříbrná medaile | Finsko     | 10 | 5  | 1  | 0  | 4 | 26 | 22 | +4  | 17 | Soupiska | Finalisté                                         |
| Bronzová medaile | Švédsko    | 10 | 7  | 1  | 1  | 1 | 28 | 15 | +13 | 24 | Soupiska | Třetí místo                                       |
| 4.               | Česko      | 10 | 3  | 2  | 2  | 3 | 24 | 27 | -3  | 15 | Soupiska | Čtvrté místo                                      |
|                  |            |    |    |    |    |   |    |    |     |    |          |                                                   |
| 5.               | Kanada     | 8  | 5  | 1  | 1  | 1 | 30 | 16 | +14 | 18 | Soupiska | Vyřazeni ve čtvrtfinále                           |
| 6.               | USA        | 8  | 4  | 1  | 0  | 3 | 30 | 27 | +3  | 14 | Soupiska | Vyřazeni ve čtvrtfinále                           |
| 7.               | Bělorusko  | 8  | 4  | 0  | 0  | 4 | 20 | 20 | 0   | 12 | Soupiska | Vyřazeni ve čtvrtfinále                           |
| 8.               | Francie    | 8  | 2  | 2  | 1  | 3 | 25 | 23 | +2  | 11 | Soupiska | Vyřazeni ve čtvrtfinále                           |
|                  |            |    |    |    |    |   |    |    |     |    |          |                                                   |
| 9.               | Slovensko  | 7  | 3  | 0  | 1  | 3 | 20 | 21 | -1  | 10 | Soupiska | Vyřazeni ve skupinách                             |
| 10.              | Švýcarsko  | 7  | 3  | 0  | 1  | 3 | 19 | 21 | -2  | 10 | Soupiska | Vyřazeni ve skupinách                             |
| 11.              | Lotyšsko   | 7  | 3  | 0  | 0  | 4 | 20 | 24 | -4  | 9  | Soupiska | Vyřazeni ve skupinách                             |
| 12.              | Norsko     | 7  | 2  | 0  | 1  | 4 | 16 | 19 | -3  | 7  | Soupiska | Vyřazeni ve skupinách                             |
| 13.              | Dánsko     | 7  | 1  | 1  | 0  | 5 | 17 | 27 | -10 | 5  | Soupiska | Vyřazeni ve skupinách                             |
| 14.              | Německo    | 7  | 1  | 1  | 0  | 5 | 13 | 23 | -10 | 5  | Soupiska | Vyřazeni ve skupinách                             |
|                  |            |    |    |    |    |   |    |    |     |    |          |                                                   |
| 15.              | Itálie     | 7  | 1  | 0  | 0  | 6 | 6  | 25 | -19 | 3  | Soupiska | Mistrovství světa v ledním hokeji 2015 (Divize I) |
| 16.              | Kazachstán | 7  | 0  | 0  | 2  | 5 | 16 | 32 | -16 | 2  | Soupiska | Mistrovství světa v ledním hokeji 2015 (Divize I) |

| Sestupují do 1. divize pro rok 2015:                   | Itálie a Kazachstán  |
| Postupují z 1. divize do turnaje MS Elit pro rok 2015: | Slovinsko a Rakousko |

## Statistiky a hodnocení hráčů

### Nejlepší hráči podle direktoriátu IIHF
| Pozice              | Hráč              |
| ------------------- | ----------------- |
| Nejužitečnější hráč | Pekka Rinne       |
| Brankář             | Sergej Bobrovskij |
| Obránce             | Seth Jones        |
| Útočník             | Viktor Tichonov   |

### All Stars
| Pozice          | Hráč             |
| --------------- | ---------------- |
| Brankář         | Pekka Rinne      |
| Levý obránce    | Seth Jones       |
| Pravý obránce   | Anton Bělov      |
| Levé křídlo     | Sergej Plotnikov |
| Střední útočník | Viktor Tichonov  |
| Pravé křídlo    | Antoine Roussel  |

### Kanadské bodování
Toto je pořadí hráčů podle dosažených bodů, za jeden vstřelený gól nebo přihrávku na gól hráč získává jeden bod.
| Poř. | Hráč             | Záp. | G | A  | Body | +/− | PTM | Poz. |
| ---- | ---------------- | ---- | - | -- | ---- | --- | --- | ---- |
| 1.   | Viktor Tichonov  | 10   | 8 | 8  | 16   | +10 | 10  | Ú    |
| 2.   | Danis Zaripov    | 10   | 3 | 10 | 13   | +7  | 6   | Ú    |
| 3.   | Sergej Plotnikov | 10   | 6 | 6  | 12   | +7  | 12  | Ú    |
| 4.   | Jori Lehterä     | 10   | 3 | 9  | 12   | +4  | 10  | Ú    |
| 5.   | Antoine Roussel  | 8    | 6 | 5  | 11   | +6  | 16  | Ú    |
| 6.   | Joakim Lindström | 10   | 5 | 6  | 11   | +4  | 4   | Ú    |
| 7.   | Michel Miklík    | 7    | 4 | 7  | 11   | +5  | 0   | Ú    |
| 8.   | Alexandr Ovečkin | 9    | 4 | 7  | 11   | +6  | 8   | Ú    |
| 9.   | Seth Jones       | 8    | 2 | 9  | 11   | +8  | 6   | O    |
| 10.  | Johnny Gaudreau  | 8    | 2 | 8  | 10   | +4  | 2   | Ú    |

Záp. = Odehrané zápasy; G = Góly; A = Přihrávky na gól; Body = Body; +/− = Plus/Minus; PTM = Počet trestných minut; Poz. = Pozice

### Hodnocení brankářů
Pořadí nejlepších pěti brankářů na mistrovství podle úspěšnosti zásahů v procentech, brankář musí mít odehráno minimálně 40 % hrací doby za svůj tým.
| Poř. | Hráč              | Čas    | OG | PGZ  | SNB | Úsp%  | ČK |
| ---- | ----------------- | ------ | -- | ---- | --- | ----- | -- |
| 1.   | Sergej Bobrovskij | 480:00 | 9  | 1,13 | 181 | 95,03 | 2  |
| 2.   | Steffen Søberg    | 175:45 | 6  | 2,05 | 116 | 94,83 | 0  |
| 3.   | Kevin Lalande     | 240:37 | 5  | 1,25 | 80  | 93,75 | 0  |
| 4.   | Anders Nilsson    | 545:11 | 14 | 1,54 | 224 | 93,75 | 2  |
| 5.   | Ben Scrivens      | 241:07 | 7  | 1,74 | 112 | 93,75 | 0  |

Čas = Čas na ledě (minuty:sekundy); OG = Obdržené góly; PGZ = Průměr gólů na zápas; SNB = Střely na branku; Úsp% = Procento úspěšných zásahů; ČK = Čistá konta